# Teufelshöhle bei Pottenstein
Die Teufelshöhle ist eine natürliche Karsthöhle nahe der oberfränkischen Stadt Pottenstein im Landkreis Bayreuth in Bayern.
Die Tropfsteinhöhle ist die größte der etwa 1000 Höhlen in der Fränkischen Schweiz. Sie besitzt reichen Tropfsteinschmuck mit stattlichen Stalagmiten und Stalaktiten und gilt als eine der schönsten Schauhöhlen in Deutschland. Sie liegt im Landkreis Bayreuth, annähernd in der Mitte zwischen Nürnberg und Bayreuth, und ist Mitglied der Erlebniswelt Jurahöhle. Das gewaltige Höhlenportal – das „Tor zur Unterwelt“ – liegt auf etwa 400 Meter über Normalnull zwischen Pottenstein und der Schüttersmühle, etwa zwei Kilometer südlich von Pottenstein im engen Tal des Weihersbachs am westlichen Steilhang. Der Höhleneingang, ein 25 Meter breites und 14 Meter hohes Portal, einer der größten Höhleneingänge in Deutschland, ist schon lange Zeit bekannt gewesen. Dieses Höhlenportal endete früher nach etwa 85 Meter Tiefe und wurde Teufelsloch genannt. Hans Brand aus Bayreuth, ein Geologe und Bergbauingenieur, späterer SS-Standartenführer, hat im Jahr 1922 eine etwa neun Meter dicke Abschlusswand, gebildet durch einen Versturz, im Teufelsloch durchbrochen und tropfsteingeschmückte Höhlenteile entdeckt, die bis August 1923 gangbar gemacht und für Besucher einstweilen freigegeben wurden. In einer weiteren Erschließungsmaßnahme wurden ab 1923 innerhalb von acht Jahren weitere Höhlenräume erschlossen und mit insgesamt etwa 300 Meter langen Stollen miteinander verbunden. An Pfingsten im Jahr 1931 wurde die Teufelshöhle der Öffentlichkeit zur vollständigen Besichtigung freigegeben.
Die Höhle besteht aus mehreren großen Hallen, die durch bei der Erschließung der Höhle bergmännisch angelegte enge, stollenartige Gänge miteinander verbunden sind. Unter Einbeziehung aller Seitengänge, der Stollen und der zur Erschließung der Höhle angelegten Förderschächte beträgt die Länge der Höhle etwa 3000 Meter. Der Schauhöhlenteil hat eine Länge von etwa 1700 Metern, wovon etwa 800 bei Führungen begehbar sind. Mit mehr als 140.000 Besuchern im Jahr gehört die Teufelshöhle, die vom Zweckverband Teufelshöhle betrieben wird, zu den besucherstärksten Schauhöhlen in Europa. In Deutschland hat nur die Atta-Höhle in Attendorn vergleichbare Besucherzahlen. Die Teufelshöhle wird für verschiedene Zwecke genutzt. So findet neben den regelmäßigen Führungen seit 1994 mehrmals in den Sommermonaten die Veranstaltungsreihe Kultur in der Teufelshöhle in der Eingangshöhle statt. In einem Seitenstollen befindet sich seit 1986 das Therapiezentrum Teufelshöhle zur Anwendung der Speläotherapie im Rahmen von Therapiekuren. In einem weiteren Seitenteil wird seit 1970 von der Forschungsgruppe Höhle und Karst Franken das einzige Höhlenlabor in Deutschland unterhalten.

## Geologie

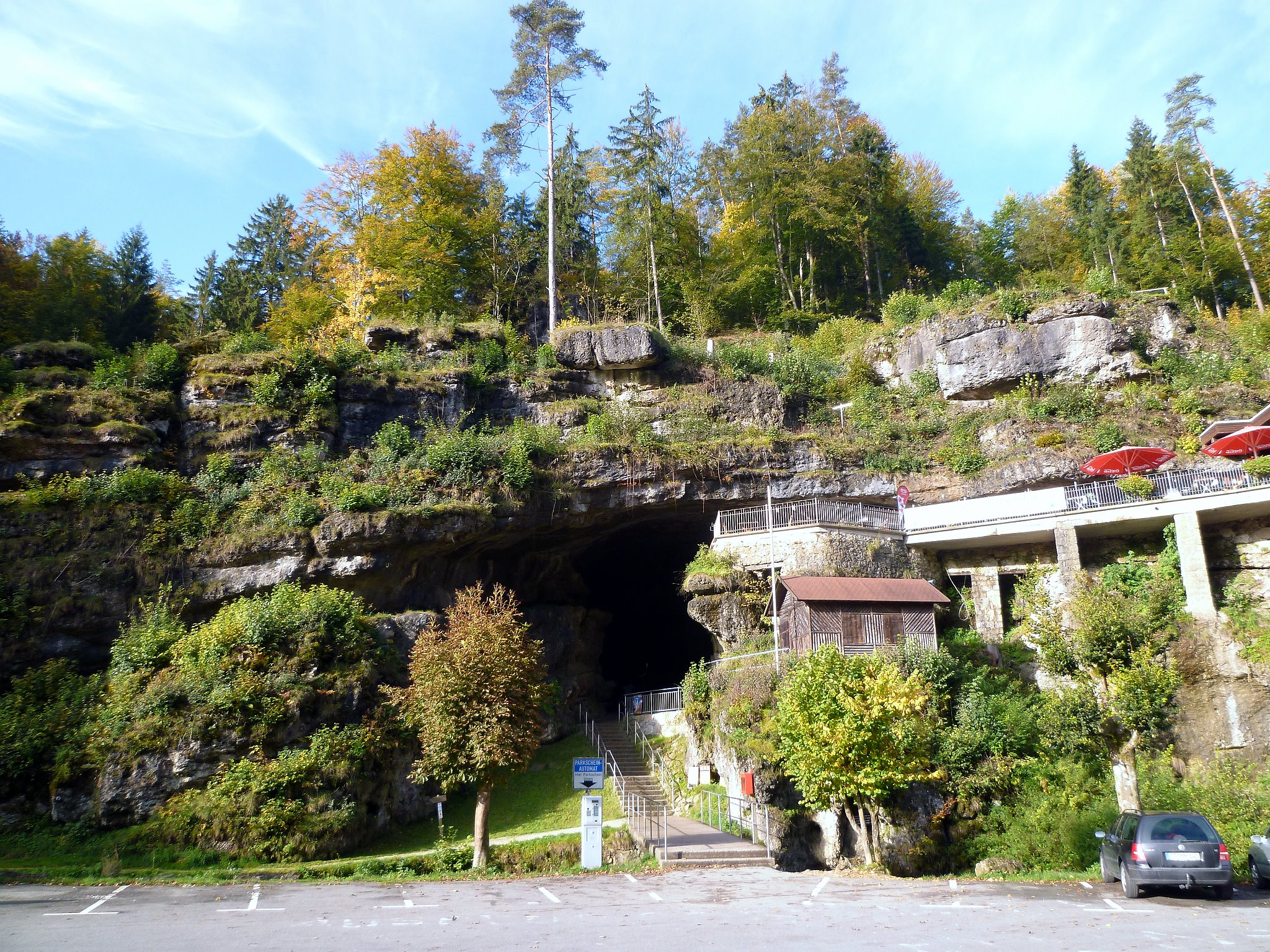
Eingangsbereich zur Teufelshöhle, 2007

Die Teufelshöhle liegt in einem typischen Karstgebiet mit säurelöslichen Gesteinen wie Kalk und Dolomit. Das Weihersbachtal und die Teufelshöhle entstanden im Wesentlichen in den letzten 2,5 Millionen Jahren. Die Teufelshöhle befindet sich im Frankendolomit, dem Malm Delta des Juras. Die Verkarstungsphase, beeinflusst durch den Wechsel verschiedener Eiszeiten mit wärmeren Perioden, dauert noch an.
Die überwiegende Entstehung der Teufelshöhle fiel in die Zeit, als die durch Verwerfungen entstandenen Klüfte und Spalten vollständig mit eingedrungenem kohlensäurehaltigem Wasser ausgefüllt waren. Kohlensäure ist zwar eine relativ schwache Säure, kann jedoch Kalk- und Dolomitgestein auflösen. Die Klüfte und Spalten haben sich durch Laugung zu großen Hohlräumen entwickelt. Durch das Vertiefen des Weihersbachtales und das dadurch bedingte Absinken des Grundwasserspiegels wurden die Hohlräume trockengelegt. Danach wurde die Höhle durch Raumerweiterungen und Tropfsteinbildungen gestaltet. Es handelt sich also um eine sogenannte Sekundärhöhle, die erst lange Zeit nach der Bildung des Gesteins entstand. Bemerkenswert ist das Vorkommen von Höhlenlehm, der einen hohen Eisengehalt hat.
Die Teufelshöhle besteht aus mehreren natürlichen, aus dem Fels gelaugten Gangsystemen und Hohlräumen. Bei einer Führung durch den Schauhöhlenbereich werden drei große Hohlräume begangen, die teilweise durch künstlich angelegte stollenartige Gänge miteinander verbunden sind. Die hallenartigen Hohlräume weisen enorme Größen auf: Der Kuppelsaal, der schon vor der Erschließung als das Große Teufelsloch bekannt war, hat bei einer Grundfläche von etwa 100 Quadratmetern eine Höhe von mehr als zehn Metern; eine 15 Meter mächtige Felsdecke liegt darüber. Der Barbarossadom ist etwa 45 Meter lang, 18 Meter breit und bis zu 18 Meter hoch, mit einer darüber liegenden Felsendecke von 52 Metern Mächtigkeit. Der Riesensaal, der größte Raum der Teufelshöhle, ist etwa 30 Meter lang, 16 Meter breit und 13 Meter hoch, darüber liegen 45 Meter Felsen.
Im Höhlenkataster Fränkische Alb mit über 3500 Höhlen auf einer Fläche von 6400 Quadratkilometern ist die Teufelshöhle als D 95 und die Kleine Teufelshöhle als D 148 registriert. Die Höhle ist vom Bayerischen Landesamt für Umwelt als Geotop 472H008 ausgewiesen. Siehe hierzu auch die Liste der Geotope im Landkreis Bayreuth.

### Höhlensystem

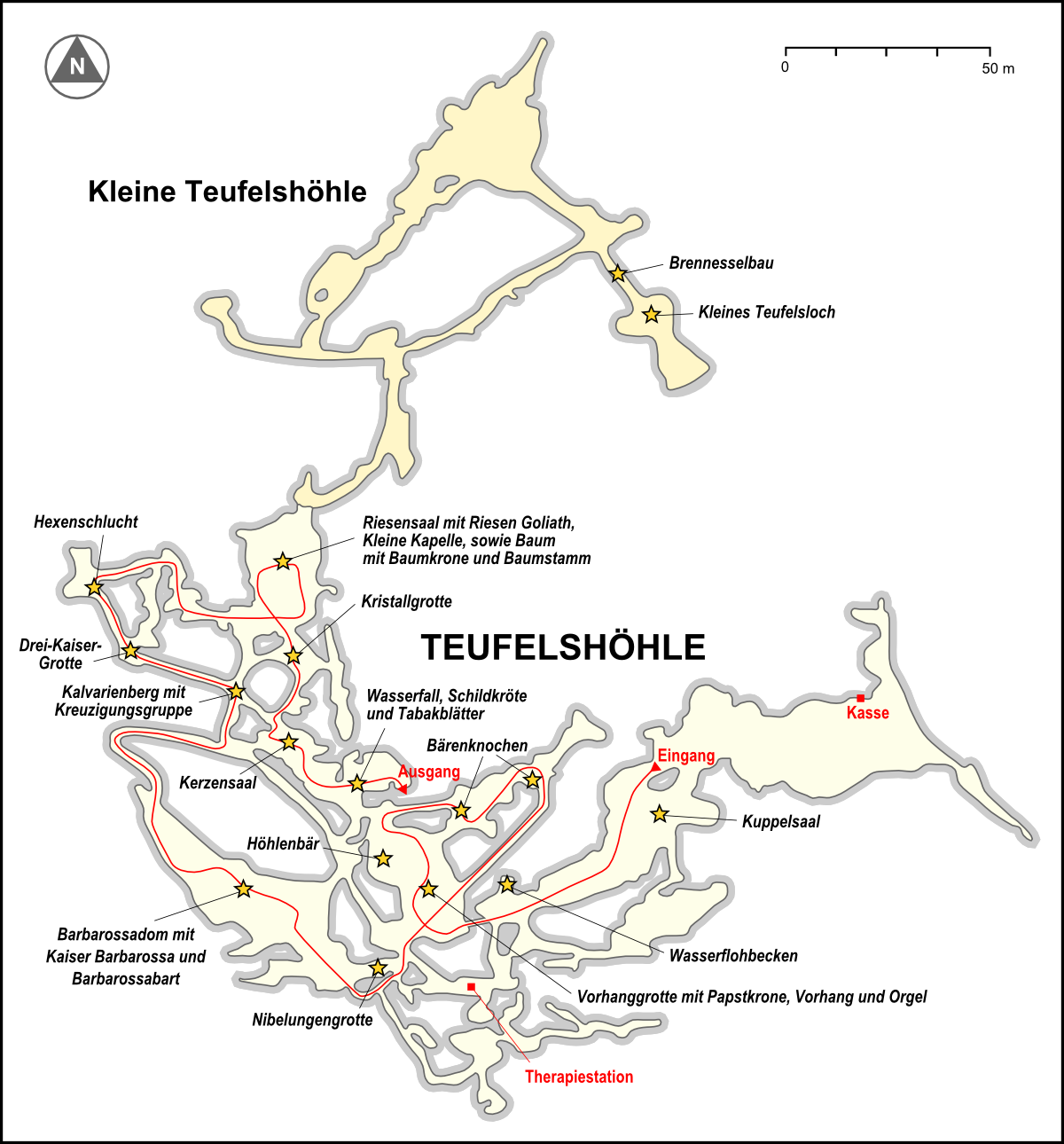
Grundriss der Teufelshöhle

Die Teufelshöhle ist ein weitverzweigtes Höhlensystem. Es erstreckt sich über insgesamt drei Stockwerke bei einer Grundfläche von etwa 200 × 200 Metern. Der Führungsteil der Höhle geht ebenfalls durch alle drei Stockwerke, wobei die begehbare Grundfläche etwa 100 × 100 Meter beträgt. Das Höhlensystem umfasst neben dem Eingangsbereich der Teufelshöhle das ehemalige Große Teufelsloch und mit Stollen verbundene weitere Höhlen wie das Kleine Teufelsloch. Mit diesem ist der Brennnesselbau verbunden, der zur Talseite hin einen ausgegrabenen Ausgang hat. Die künstlich angelegten Stollen des Brennnesselbaus aus der Zeit der Erschließung verbinden ihn mit dem Riesensaal der Teufelshöhle. In diesen Stollen befindet sich ein Teil der Messeinrichtungen des Höhlenlabors der Forschungsgruppe von Höhle und Karst Franken e. V. Im Brennnesselbau entdeckte man im Jahr 1988 hinter einer Lehmbarriere den Zugang zu einer weiteren Etage, die unzerstörten Bodensinter aufweist. Der Brennnesselbau steht auch mit der Zankenhöhle in Verbindung. Die südlich gelegene Teufelsschlucht war mit der Lehmhöhle verbunden, deren Eingang verstürzt ist. An das Höhlensystem schließt sich eine Vielzahl von Stollen und Schächten an, die aus der Erschließungsphase stammen.

### Tropfsteine

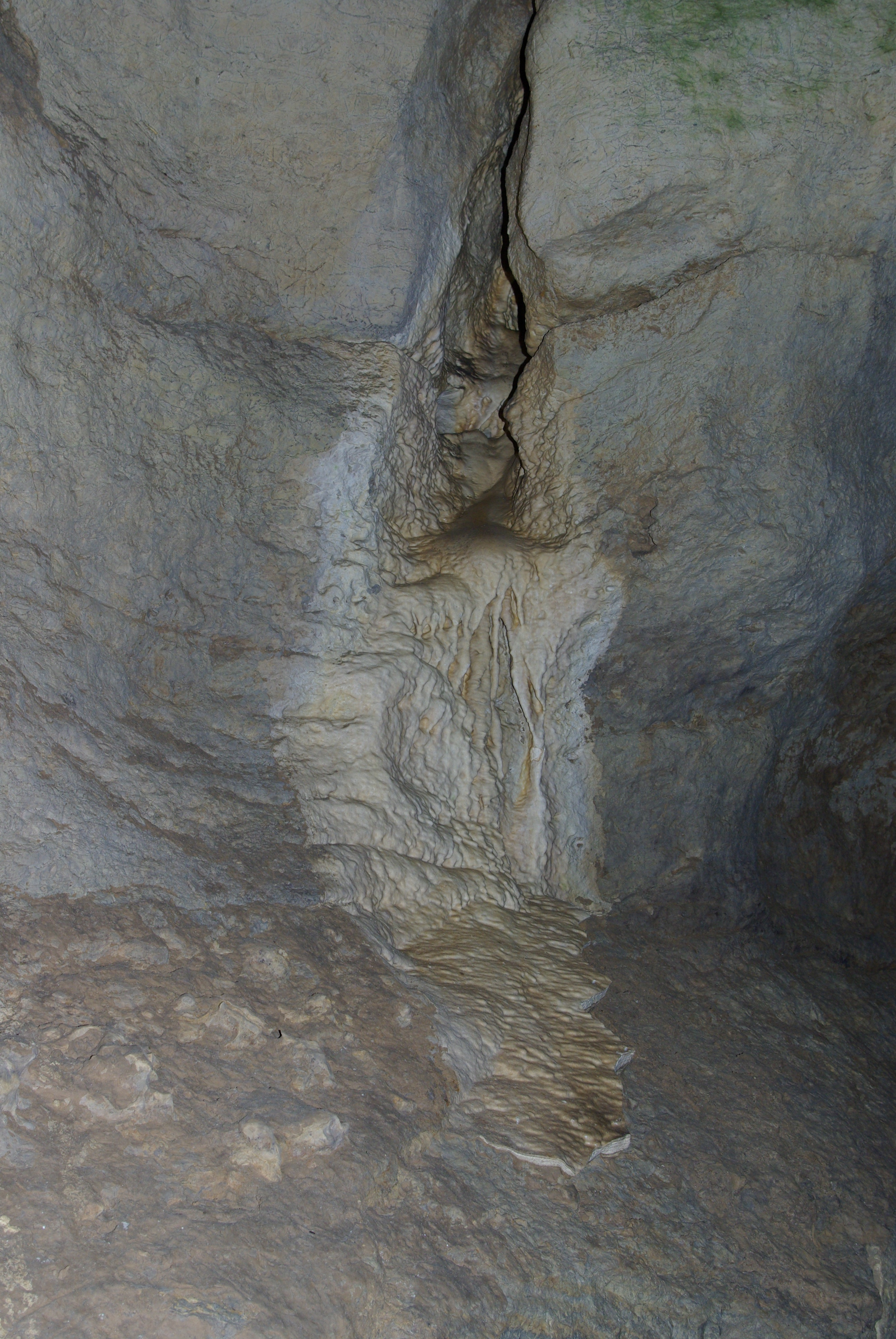
Sinterablagerungen vor einem Hohlraum

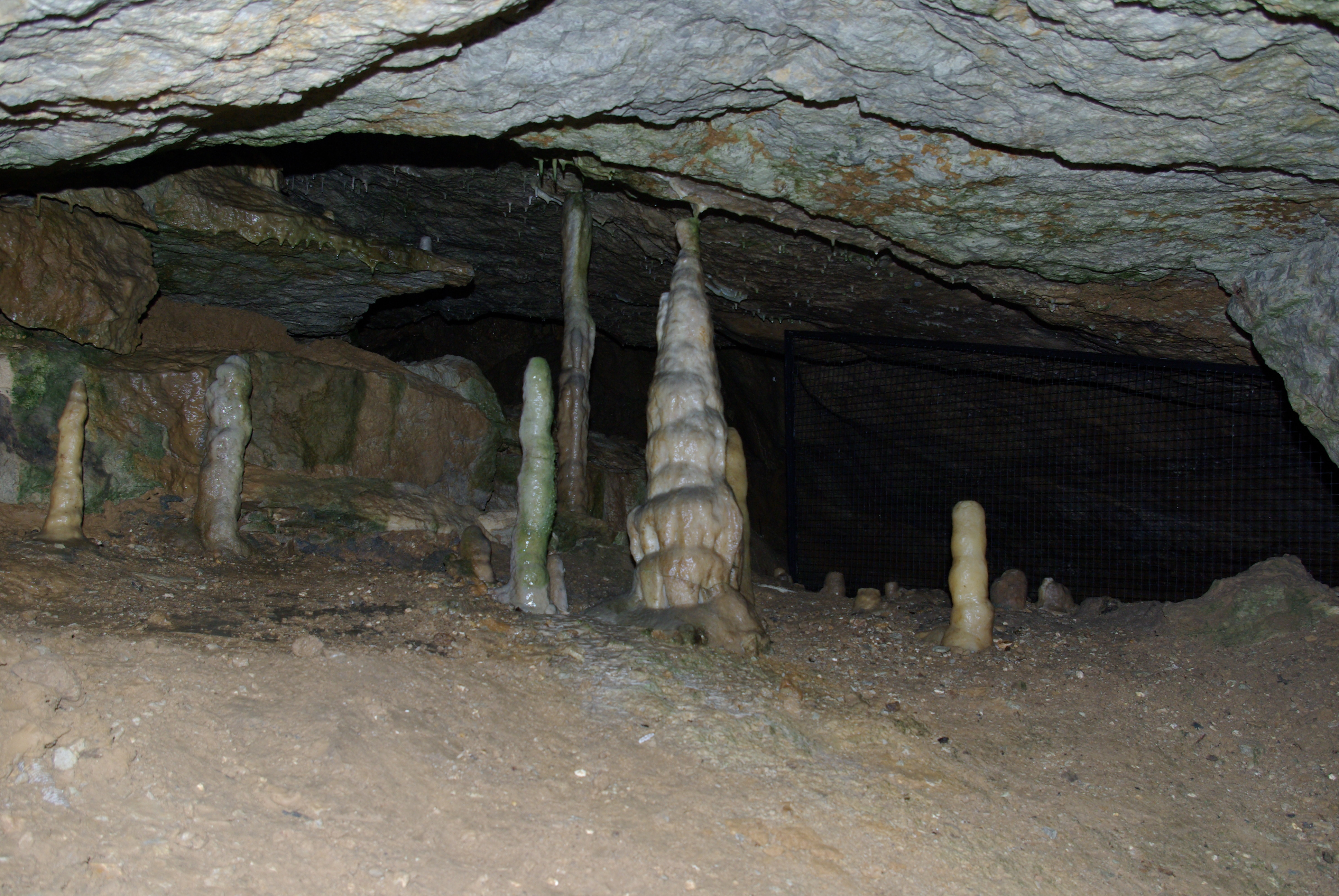
Papstkrone

Bemerkenswert sind die zahlreichen Tropfsteine der Teufelshöhle. Eindringendes Regenwasser, mit Kohlensäure angereichert, löst auf dem Weg durch den Dolomitfels Kalk und hat so über viele Jahrtausende die Tropfsteinformationen, Sinter genannt, gebildet. Der Barbarossadom ist geprägt durch viele Kerzenstalagmiten am Boden sowie Stalaktiten und Sinterröhrchen an der Decke. Große Sinterfahnen und Sintervorhänge (beispielsweise der Barbarossabart im Barbarossadom) haben sich an mehreren Stellen in der Höhle gebildet. Auch die seltenen Excentriques haben sich in der Höhle geformt. Die verschiedenen Farbnuancen der Tropfsteine entstehen durch Beimengungen von Sand, Eisen, Mangan, oder Lehm. Die Tropfsteine der Teufelshöhle bestehen aus gewöhnlichem kohlensaurem Kalk (Calciumcarbonat), obwohl das durch Wasser aufgelöste Ausgangsgestein eher dolomitischen Ursprungs ist.
Im Riesensaal sind die beiden ältesten Tropfsteine der Höhle zu sehen. Die großen Tropfsteingebilde wie der Baum oder der Riese Goliath sind einer sehr frühen Tropfsteinbildung zuzuordnen. Sie werden auf ein Alter von maximal 340.000 Jahren geschätzt. Wesentlich jünger dagegen sind die schlankeren Kerzenstalagmiten, deren Generation meist zu einer nacheiszeitlichen Periode (Würmeiszeit) gehört. Ihr Alter wird auf 10.000 bis 15.000 Jahre geschätzt. Der Tropfsteinschmuck der Teufelshöhle gehört nach morphologischen Kriterien überwiegend einer nacheiszeitlichen und damit sehr jungen Generation an. Dafür spricht auch der äußerst geringe Anteil zerstörter Tropfsteine, wie zum Beispiel gefällter oder umgestürzter Stalagmiten, deren Zerstörung auf natürliche Umstände, wie Erdbeben oder sich bewegendes Eis, zurückzuführen ist. In der Teufelshöhle dauert es durchschnittlich 13 Jahre, bis ein Tropfstein um etwa einen Millimeter gewachsen ist (eine Messeinrichtung befindet sich im Höhlenlabor). Nur in warmen Perioden der Erdgeschichte und bei ausreichendem Niederschlag wachsen die Tropfsteine.

### Höhlenklima
In der Teufelshöhle ist die Lufttemperatur recht konstant. Jahreszeitlich bedingt, schwankt sie zwischen 9 und 10 °C. Die relative Luftfeuchtigkeit ist mit etwa 95 Prozent, in einzelnen Höhlenbereichen bis zu 98 Prozent, sehr hoch. Vor einigen Jahren wurden im Riesensaal Temperaturmessungen über einen längeren Zeitraum durchgeführt. Dabei wurde ein Wert von 9,5 bis 10 °C ermittelt. Vor der Ausleuchtung der Höhle mit LED-Lampen erhöhte sich in den Sommermonaten an den Wochenenden bei starkem Besucherandrang und langer Beleuchtungsdauer die Temperatur im Riesensaal auf 12,5 bis 13 °C. Seit der Installation der LED-Lampen, die eine geringere Wärmeentwicklung und Abstrahlung als die alte Beleuchtung aufweisen, ist keine nennenswerte Temperaturerhöhung mehr zu verzeichnen. Während dieser Untersuchungen wurde auch der Niederschlag von Textilstaub aus der Kleidung der Besucher gemessen. Dazu wurden quadratische Messflächen von 10 mal 10 Zentimetern an verschiedenen Stellen im Riesensaal ausgelegt. Bei diesen Messungen hat sich eine nicht unerhebliche Beschmutzung der Höhlenluft herausgestellt. Der Textilstaub setzt sich auch auf den einzelnen Tropfsteinen ab, wodurch das Wachstum gehemmt wird und die Farbe immer mehr abdunkelt.

## Beschreibung

### Das Teufelsloch

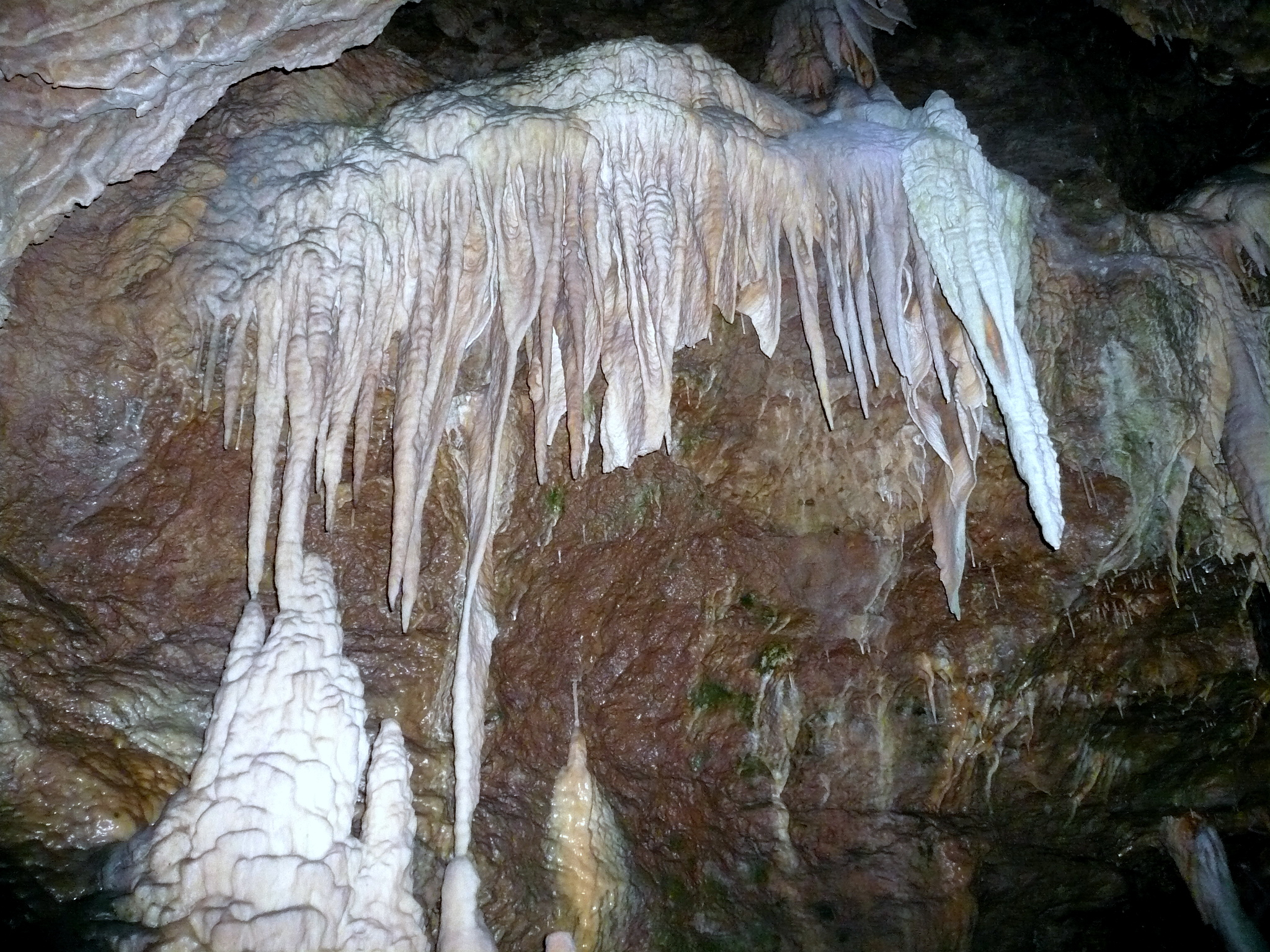
Sinterfahnen im Barbarossadom

Ursprünglich war die Teufelshöhle wesentlich kürzer und endete 30 Meter hinter dem Kuppelsaal. Der gewaltige Eingangsbereich und der vordere Teil der Höhle waren von alters her als das Große Teufelsloch bekannt. Bereits mehrere Jahrzehnte vor der Erschließung der Höhle ab Oktober 1922 führte ein Weg mit Holzgeländer zum Höhleneingang hinauf. Der Eingang zur Teufelshöhle hat eine Höhe von 14 Metern, ist 25 Meter breit und ist damit einer der größten Höhleneingänge in Deutschland. Das imposante Eingangsportal, das Gewölbecharakter hat, ist aus dolomitischem Rifftrümmerkalk entstanden und liegt an einer Schichtfuge. Hans Brand, der Erschließer der Höhle, vermutete Anfang des 20. Jahrhunderts, dass der Höhleneingang durch ausfließendes Wasser vertieft und erweitert wurde. Dazu gibt es jedoch keinerlei Hinweise, die auf ein ehemaliges unterirdisches Bachbett hinweisen. Die Höhlenmündung fällt bis auf 0,6 Meter über dem Niveau der Bachsohle des Weihersbachs mit 381,2 Meter über Normalnull ab. Von dort aus führte das Teufelsloch etwa 85 Meter in die Tiefe, bis es sich in gänzlich verschütteten Abzweigungen verlor. Das Große Teufelsloch hatte ehemals auch einen reichen Tropfsteinschmuck, der aber entwendet oder zerstört wurde. Aus der Mitte des Höhleneingangs springt in etwa acht Meter Höhe eine Felsenterrasse hervor, auf der sich das Terrassencafé befindet.

### Führungen
Die Teufelshöhle gehört zu den kommerziell am besten erschlossenen Schauhöhlen Deutschlands. Mit Raumentwicklungen, wie sie in deutschen Höhlengebieten nur ganz selten in Erscheinung treten, sowie riesigen Sälen und engen, verschlungenen Gängen und ihren Tropfsteinen ist sie im In- und Ausland bekannt.
Die Führungen benützen gut begehbare Wege und Treppen mit Geländern, aber ebenso stollenartige enge Gänge, die die einzelnen Hohlräume, Nischen mit Tropfsteinen und Hallen miteinander verbinden. Eine Führung dauert etwa 45 Minuten und berührt die interessantesten Bereiche der Höhle. Es wird ein Weg von 800 Metern zurückgelegt, wovon etwa 150 Meter beim Ausbau aufgebrochene, stollenartige Gänge sind. Es geht streckenweise bergauf und bergab, wobei insgesamt 407 Stufen überwunden werden. Die Führung wird teilweise musikalisch und seit August 2007 von einer Lichtshow begleitet.

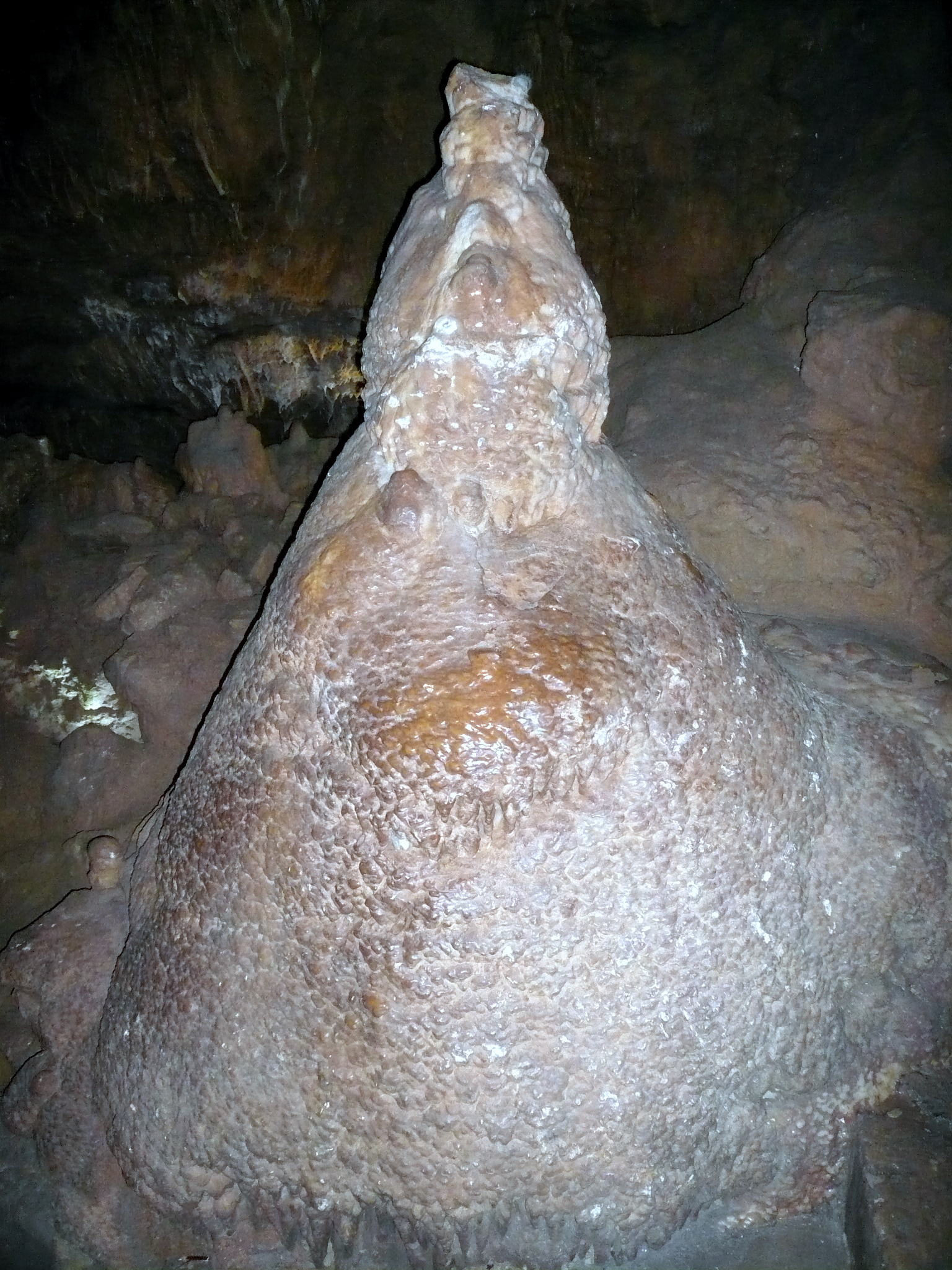
Riese Goliath im Riesensaal

Für Kinder werden außerhalb der regulären Öffnungszeiten manchmal spezielle Führungen mit einer Dauer von 45 Minuten angeboten. Immer öfter werden in der Teufelshöhle geologische Sonderführungen angeboten. Diese dauern etwa 100 Minuten. Dabei werden Räume begangen, die sonst nicht für die Öffentlichkeit zugänglich sind. Es wird ausführlich auf die Entstehung und Erschließung der Höhle eingegangen, und die Therapiestation wird einbezogen. Seit dem Jahr 2000 werden Führungen auf Englisch und seit 2002 auf Französisch angeboten. Zusätzlich gibt es im Eingangsbereich Erklärungen zur Höhle in Englisch, Französisch, Italienisch, Russisch, Spanisch und Tschechisch.
Die Normalführung beginnt im ersten der drei großen Hohlräume, dem Kuppelsaal, mit einer kleinen Ausstellung von Werkzeugen und Bergbaugeräten wie Pressluftbohrern, einer alten elektrischen Seilwinde und sogenannten Berghunten, die bei der Erschließung benutzt wurden. Neben verschiedenen Gesteinsarten wird ein aufgeschnittener Tropfstein gezeigt. Sehr gut zu erkennen sind dort die Klimaringe, ähnlich den Jahresringen eines Baumes. Ein Felsbrocken mit Bärenschliff, den man in der Teufelshöhle fand, ist ebenfalls ausgestellt. Der Höhlenführer gibt dort seine ersten Erklärungen und lässt dazu ein Programm mit Musik und Lichteffekten ablaufen.

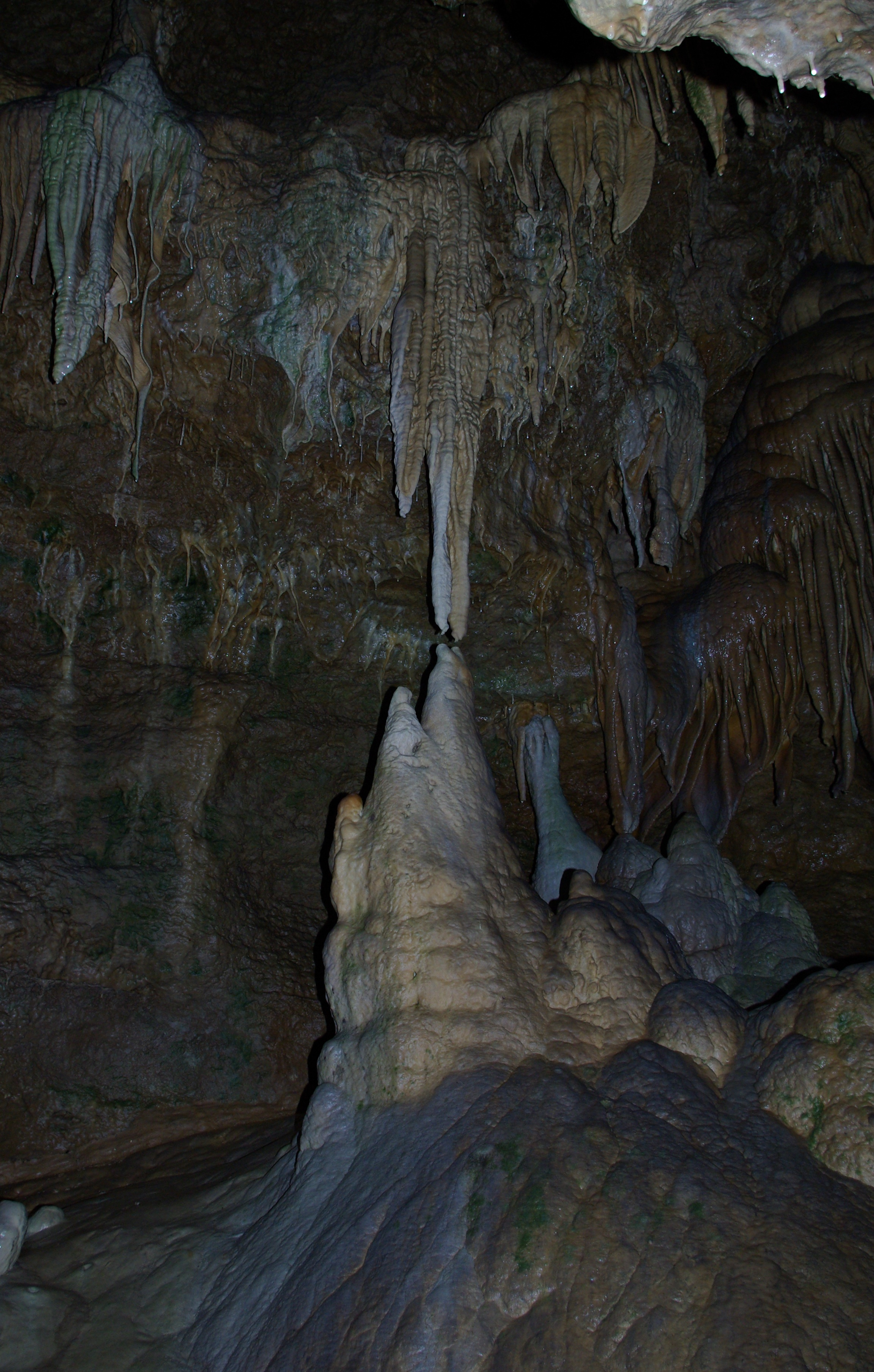
Barbarossabart im Barbarossadom

Von diesem ersten Höhlenraum aus geht es, dem früheren Teufelsloch folgend, weiter. Gleich hinter der Durchbruchstelle sind die ersten Tropfsteinformationen zu sehen. Kurz vorher geht man an der Eingangstür zum Therapiebereich der Höhle vorbei. Der Besucher bekommt dann die Papstkrone zu sehen, die überwiegend aus Stalagmiten besteht. Anschließend werden die Orgel (Sintersäulen, die Orgelpfeifen sehr ähnlich sehen, teilweise zerstört) und der Vorhang gezeigt, der aus Stalagmiten und von hinten beleuchteten Sinterfahnen besteht. Diese drei Gruppen werden auf ein Alter von 10.000 bis 15.000 Jahren geschätzt. Daran schließen sich die Bärenhöhlen an. In drei kleinen Nischen sind Höhlenbärenknochen von 80 Exemplaren, die während der Ausbauzeit von 1922 bis 1931 in der Teufelshöhle gefunden wurden, ausgelegt. In diesem Bereich wurden die meisten der zum Teil sehr gut erhaltenen Knochen gefunden.
In der Bärenhöhle unmittelbar neben dem Vorhang sieht man in einer Felsennische links auf einer Erhöhung das Skelett eines 1959 von dem Paläontologen Max Schlosser zusammengesetzten Höhlenbären, der vor über 30.000 Jahren in dieser Gegend lebte. Der Führungsweg geht dann durch einen etwa 50 Meter langen, bei der Erschließung aufgebrochenen Felsengang, Unterer Verbindungsstollen genannt, wie an dem scharfkantigen Gestein und den noch vorhandenen Bohrlöchern zu erkennen ist, weiter bis zur Nibelungengrotte, in der einige der Sintersäulen in der Mitte Risse und Brüche aufweisen. Dann geht es weiter zum Barbarossadom, dem zweiten und wohl schönsten Raum der Teufelshöhle.

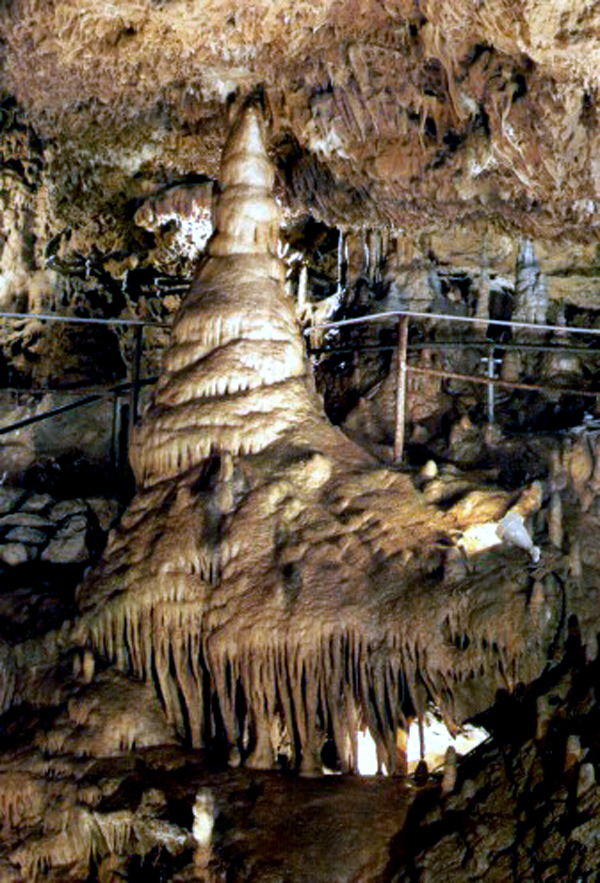
Baum im Riesensaal

Hier wartet der Höhlenführer, der auf Querverbindungen in der Höhle die Besucher überholt hat. Hier ist zunächst bei verdunkeltem Licht Musik zu hören, und es folgt eine Lichtshow, anschließend die zweite Erklärung des Höhlenführers. Der Barbarossadom ist Mittelpunkt und Prunksaal der Teufelshöhle; es sind Tropfsteingebilde zu sehen, deren Pracht jeden Besucher überraschen. Der ansteigende Hügel in der Mitte des Raumes wird Zaubergarten genannt. Dieser ist von vielen Kerzenstalagmiten am Boden und Stalaktiten und Sinterröhrchen an der Decke geprägt. In der Mitte des Raumes, zwischen den Kerzenstalagmiten, thront Kaiser Barbarossa, ein feingegliederter, pagodenförmiger Tropfstein. Der wohl schönste Tropfstein der Höhle ist etwa 1,20 Meter hoch und wird auf über 200.000 Jahre geschätzt. Am oberen Bereich des Zaubergartens lässt sich eine Gebirgslandschaft erkennen. Die mächtige Sintermasse darüber, die aus einer Seitenhöhle hervorquillt, wird Barbarossabart genannt. Das Alter des in feinste Einzelfiguren aufgelösten Barbarossabartes beträgt etwa 200.000 Jahre. Die tiefste Stelle der Höhle, 70 Meter unter der Höhlenoberfläche, wird durch einen Scheinwerfer markiert. Bei starken Regenfällen oder während der Schneeschmelze im Frühjahr sammelt sich dort das durch Klüfte und Spalten von außen eindringende Sickerwasser und bildet einen kleinen kristallklaren See. Der Besucherweg führt abwärts um den Zaubergarten herum und dann anschließend den Kalvarienberg 115 Stufen nach oben. Nach der letzten Stufe des Kalvarienberges erblickt der Besucher rechts die Kreuzigungsgruppe.
Die Kreuzigungsgruppe wird mit blauem und weißem Licht beleuchtet. Die drei großen Tropfsteine werden als Kreuzstämme interpretiert, das zuschauende Volk ist durch die kleineren Stalagmiten davor angedeutet. Dem Führungsweg folgend, wieder durch einen der aufgebrochenen Gänge, Oberer Verbindungsstollen genannt und etwa 75 Meter lang, gelangen die Höhlenbesucher zur Drei-Kaiser-Grotte. Dort ziehen drei Tropfsteinskulpturen den Blick auf sich: links ein rund 250.000 Jahre alter großer Tropfstein und rechts zwei kleinere von seltener Reinheit. Es geht dann steil hinab durch die Hexenschlucht, einen romantischen, natürlich gelaugten Felsengang; so gelangt man zum Riesensaal, dem größten Raum der Teufelshöhle.

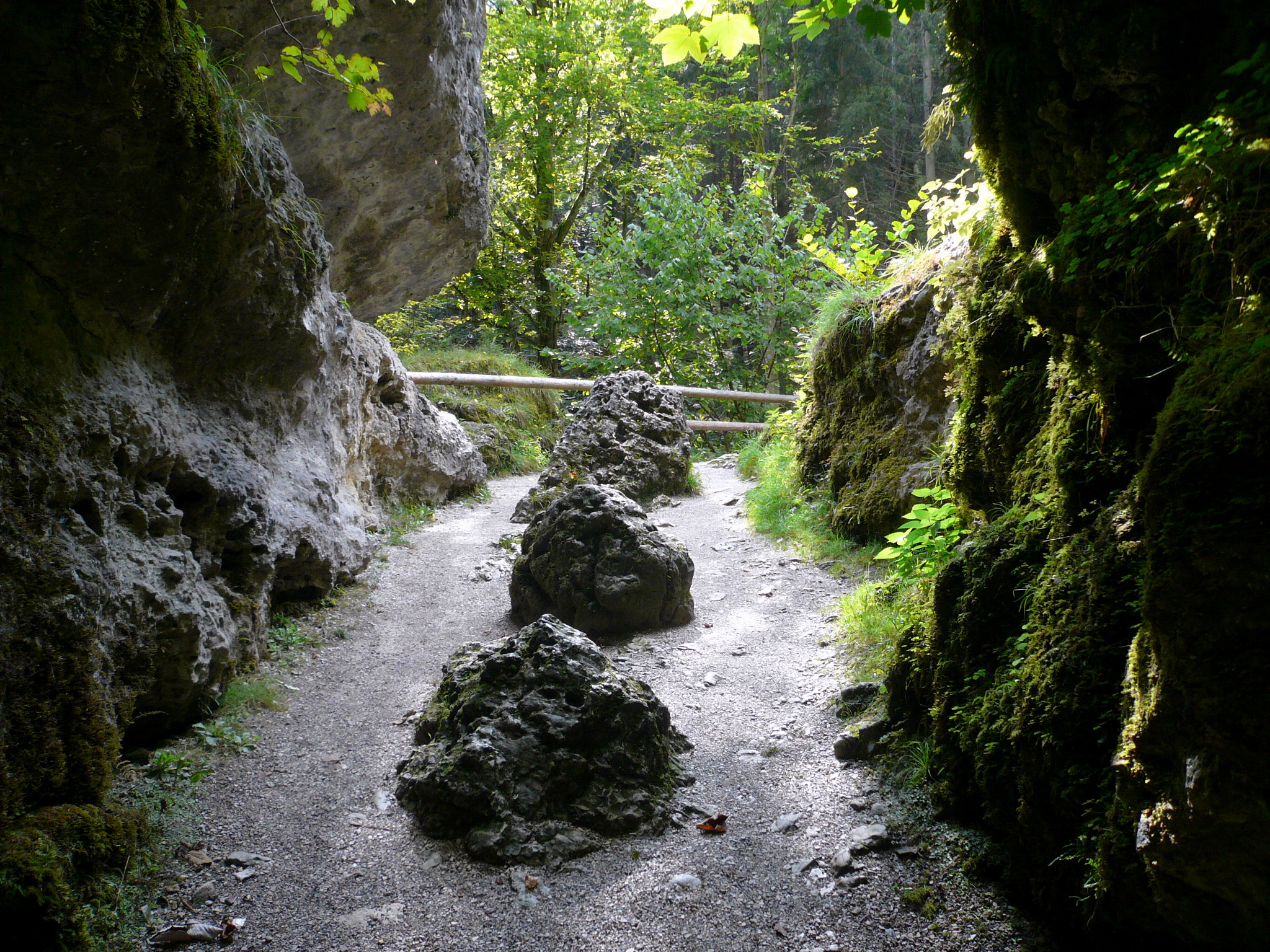
Ausgangsschlucht

Im Riesensaal werden die Besucher erneut vom Höhlenführer empfangen. Die Decke im Riesensaal ist von Kolken, Überhängen und Rissen durchzogen. Der sogenannte Baum ist rund 3,5 Meter hoch und hat ein Alter von etwa 340.000 Jahren. Die Baumkrone an der Decke wird von den kleinen Röhren der Kalkausscheidungen gebildet, der Tropfstein stellt den Baumstamm dar, die beleuchteten Fächer darunter sind die Wurzeln. Die gewaltige Tropfsteinskulptur des Riesen Goliath, ebenfalls etwa 340.000 Jahre alt, steht in der Mitte des Riesensaales. Die Tropfsteinformation an der Felswand, an der versteckt ein rotes Licht brennt, wird als Kleine Kapelle bezeichnet. Ein Türmchen ziert ihr Dach. Links oberhalb der Kleinen Kapelle fallen weiße Tropfsteinausbildungen ins Auge, Bergeis genannt. Sie bestehen aus kohlensaurem Kalk. Ihre helle Farbe erklärt sich dadurch, dass das durch den Fels sickernde Wasser weder Lehm noch Sand oder Eisen mit sich führt. Im Riesensaal geht es über Treppen bergauf.
Man verlässt den Riesensaal durch eine enge Passage hinter dem Baum und kommt an der Kristallgrotte vorbei. In diesem Bereich sind die meisten Excentriques zu sehen. Dem engen Gang folgend geht es weiter zum Kerzensaal, der wieder von Kerzenstalagmiten geprägt ist. Nach dem Kerzensaal geht es einige Stufen aufwärts, vorbei am Wasserfall, der Schildkröte und hoch zu den Tabakblättern. Der Höhlenbesucher gelangt zum Ausgang der Höhle in eine klammartige Schlucht, die 25 Meter höher liegt als der Eingang und in der gewaltige Felsen aufgetürmt sind. Von dort führt der Weg abwärts durch ein kleines Felsenlabyrinth, an einer Aussichtsplattform und an der Kleinen Teufelshöhle vorbei, wieder hinunter zum Höhleneingang. Der Abstieg dauert etwa zehn Minuten. Auf dem Weg nach unten wurden 2006 Informationstafeln über die Teufelshöhle aufgestellt.

### Kleine Teufelshöhle

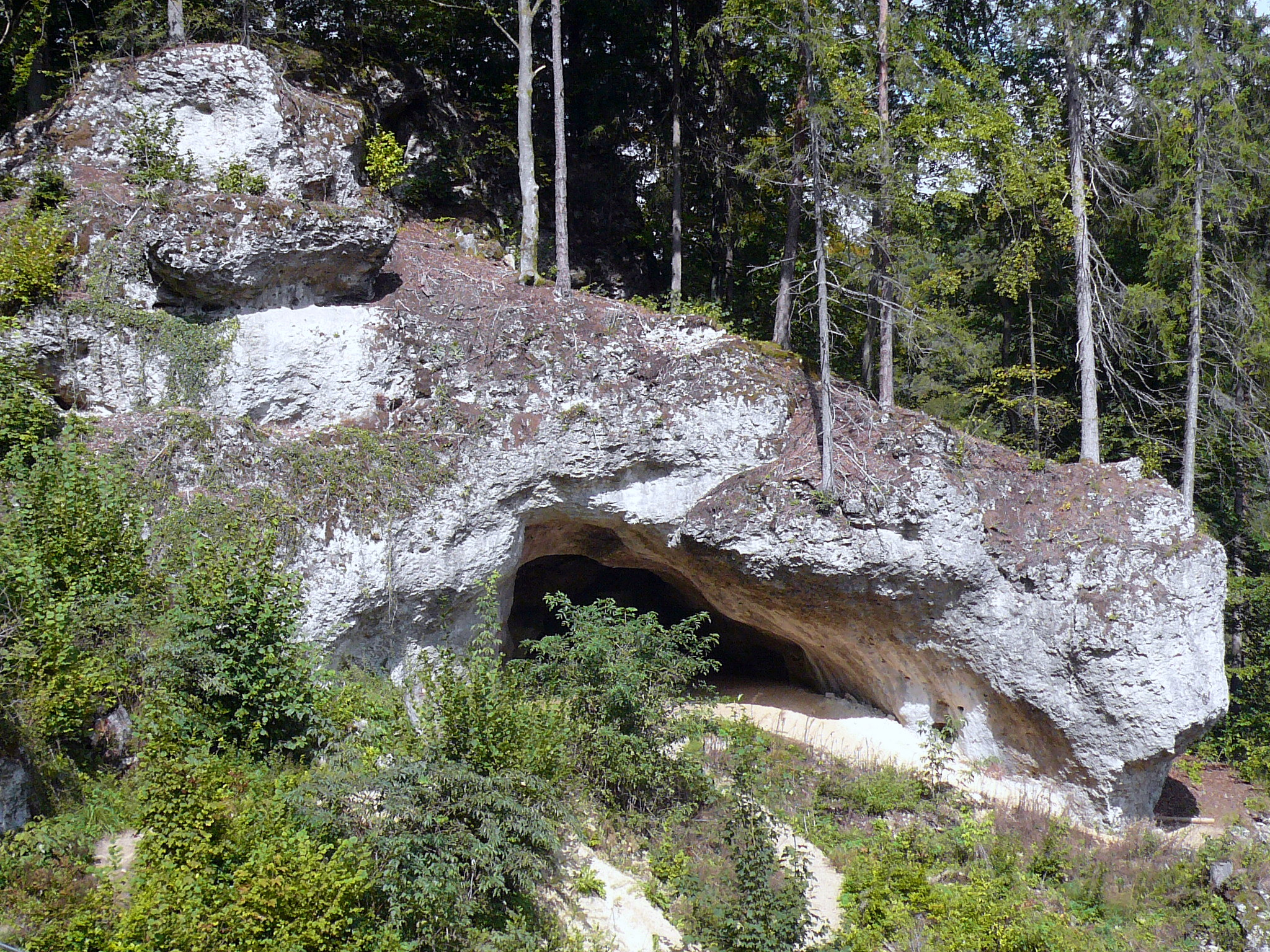
Kleine Teufelshöhle

Der Eingang zur Kleinen Teufelshöhle, auch Kleines Teufelsloch genannt, befindet sich etwa 100 Meter nördlich des Einganges zur Teufelshöhle. Die Kleine Teufelshöhle ist mit einem für den Besucher nicht zugänglichen Höhlengang, dem Brennnesselbau, mit der Teufelshöhle verbunden und enthält das Höhlenlabor.
Die Funde in dieser Höhle sind herausragend. 1876 fand C. Heitgen eine Geschossspitze aus Hornstein vom Typ Jerzmanowice, ein einmaliger Fund in der Fränkischen Schweiz. Das Alter wird auf etwa 37.000 Jahre geschätzt. Zahlreiche Fossilien aus der Würmeiszeit vor etwa 30.000 Jahren wie Überreste von Höhlenbären, Höhlenhyänen, Wisenten, Elchen, Pfeifhasen, Hirschen und Rentieren wurden gefunden. Durch die gleichbleibend niedrigen Temperaturen in der Höhle waren die Knochen bestens erhalten. In der Höhle befinden sich auch kreidezeitliche Sedimente, deren Ablagerungszeitraum noch bestimmt werden muss.

### Konzertsaal
Seit 1994 findet jährlich in den Sommermonaten die Veranstaltungsreihe „Kultur in der Teufelshöhle“ mit sieben bis acht Einzelveranstaltungen statt. Die imposante Eingangsgrotte ist dabei wie geschaffen für die Konzert- und Theateraufführungen. Die Akustik, das Höhlenambiente und die Wetterbeständigkeit zeichnen diesen Raum aus. Geboten werden dabei verschiedene Musikrichtungen von klassischer Musik bis Flamenco und Jazz sowie Theater und Kabarett bei einer wildromantischen Beleuchtung. Im „Konzertsaal“ herrscht eine relativ konstante Temperatur von zwölf Grad Celsius. Alljährlich kommen etwa 2000 Menschen zu den Veranstaltungen.

### Kathedrale
Am 1. Dezember 2018 wurde ein zuvor bereits lange Zeit vermuteter, bisher unbekannter riesiger Höhlenraum ergraben, der aktueller Forschungsgegenstand ist.

## Geschichte

### Frühgeschichte

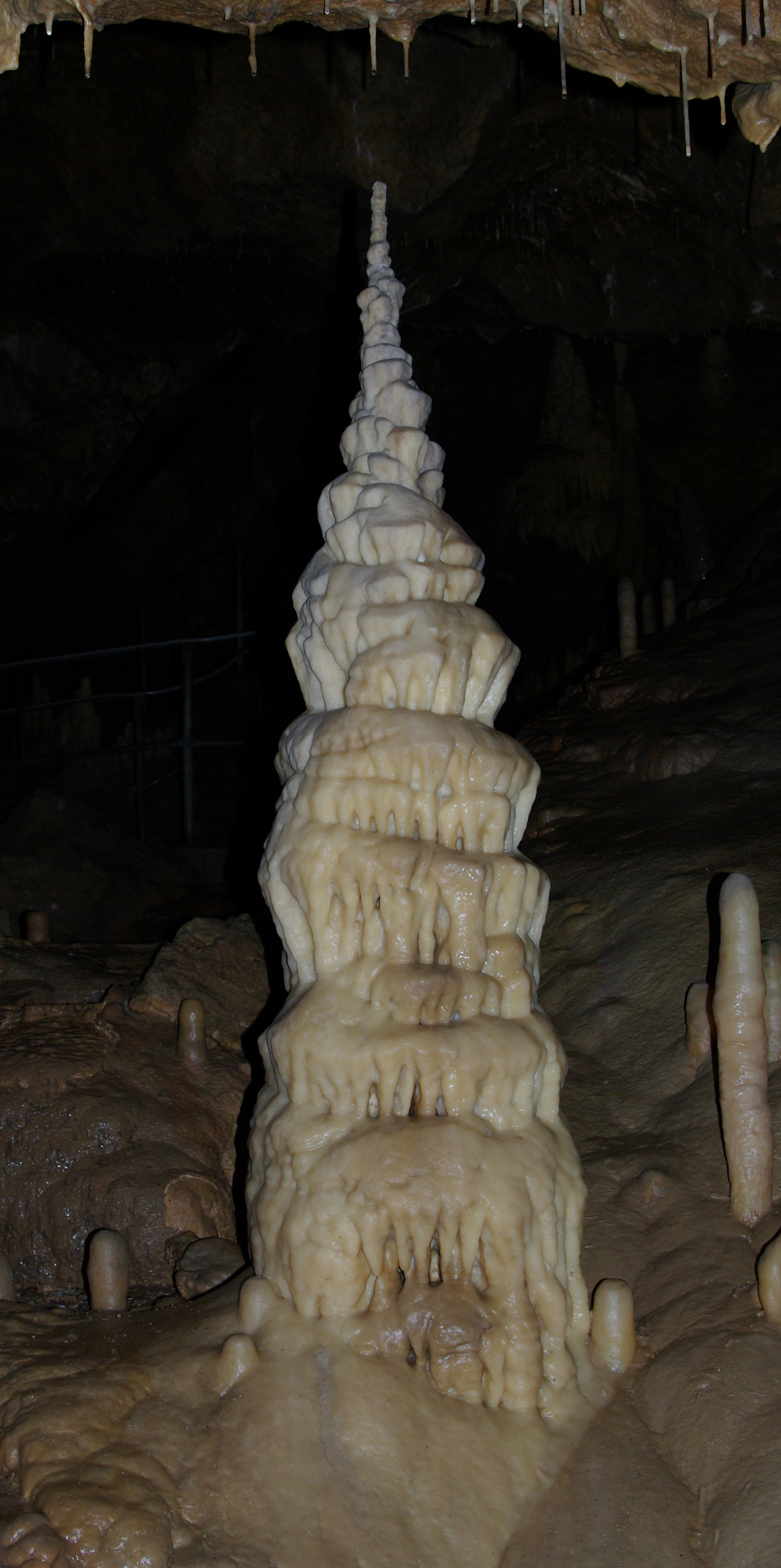
Kaiser Barbarossa

Spuren von menschlicher Besiedlung während der letzten Eiszeit konnten noch nicht eindeutig nachgewiesen werden. In der Literatur differieren die Ansichten zu diesem Thema. Der heutige Zugang zur Teufelshöhle, das Teufelsloch, ist den Einheimischen schon seit Jahrhunderten bekannt. Das Teufelsloch war wie viele andere fränkische Höhlen reich an Knochenmaterial und anderen Überresten aus organischem Material und besitzt vielfältige Formen von Tropfsteinen. Dennoch schenkten Höhlenforscher wie der Deutsche Georg August Goldfuß, der Franzose Georges Cuvier und die Engländer William Buckland und John Hunter dem 85 Meter tiefen Teufelsloch kaum Beachtung. Zum ersten Mal erwähnte der Bamberger Geschichtsschreiber Joseph Heller 1829 das Teufelsloch:

„Teufelsloch, das große. Diese Höhle, die größte in der Muggendorfer Gegend, fast nur aus einem einzigen großen Felsengang bestehend, in welchen man mit einer Fuhre Heu fahren kann, liegt eine kleine halbe Stunde ostwärts von Pottenstein im Schutterthal, welches von hier bis zur Klumpersmühle sehr vortrefflich ist. Den Eingang zur Höhle bildet ein großes überraschendes Felsenthor von 45 Schuh Höhe, 69 Sch. Breite. Die Höhle zieht sich bergaufwärts, bleibt sich vorne in ihrem Umfange ziemlich gleich, und hat in der Mitte eine schöne Pforte, deren Länge bis dahin 330 Sch. beträgt, bemerkt man rechts einen Seitengang, wo man eine Wasser-Ansammlung antrifft. Tropfsteinbildungen finden sich an manchen Stellen in dieser wegen ihrer Größe merkwürdigen Höhle, welche zugleich ohne alle Beschwerlichkeit zu besuchen ist. Nicht weit davon auf derselben Seite liegt das kleine Teufelsloch, welches sich vorzüglich durch schöne Tropfsteine auszeichnet. Den Eingang bildet ein 51 Sch. hohes, 30 Sch. breites Felsenthor. Die Höhlung zieht sich bergaufwärts, ist überall geräumig, und gleich beim ersten Eintritt schreitet man über eine schöne cascadenartige Fläche von Tropfsteinen mit fäufigem Stalactitischen Wasser. In gerader Richtung mag die Länge dieser Höhle 86 Schuh betragen. Doch hat sie auch mehrere Seitengänge und andere geräumige Plätze.“

Daraufhin wurde die Höhle bekannter und zunehmend von in- und ausländischen Besuchern aufgesucht. Der benachbarten Kleinen Teufelshöhle wurde dennoch mehr Beachtung zuteil. Im Jahr 1876 entdeckte der Präparator C. Heitgen in der Kleinen Teufelshöhle eine Geschossspitze aus Hornstein. Die Grabungen geschahen im Auftrag des Anthropologen Johannes Ranke vom Paläontologischen Institut München, der im selben Jahr die Fränkische Schweiz bereiste und verschiedene Höhlen bestimmte, in denen anschließend gezielt gegraben werden sollte. Die Erkenntnisse aus den Grabungen entsprachen dem damaligen Stand der Forschung, können jedoch trotz späterer Nachgrabungen dem heutigen Wissensstand nicht standhalten. Adalbert Neischl führte 1901 die erste Vermessung durch und fertigte einen Höhlenplan. Zu diesem Zeitpunkt war der Tropfsteinschmuck bereits bis auf geringe Überreste zerstört und das Knochenmaterial weitgehend entfernt worden.
Von 1904 bis 1914 wurden alle größeren Höhlen im nordfränkischen Höhlengebiet sorgfältig untersucht und vermessen, so auch das Große und das Kleine Teufelsloch und die Teufelsschlucht von den Studenten Böckler, Schülein und Popp im Jahre 1909. Dabei fanden besonders die Oberflächenverhältnisse Beachtung.

### Erschließung

#### Erste Phase

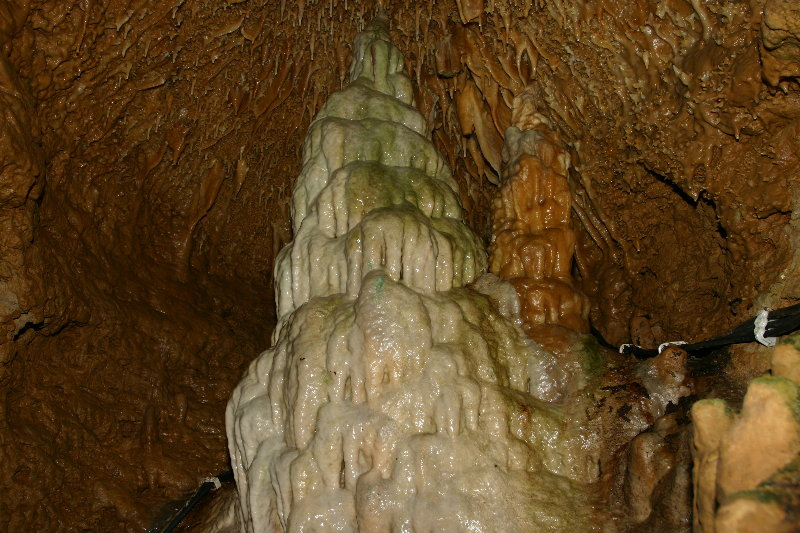
Drei-Kaiser

Alle erfahrenen Speläologen waren bis 1922 der Ansicht, dass sich hinter dem Versturz des Teufelsloches keine Fortsetzung befinde. Hans Brand vermutete 1922, dass das Teufelsloch durch fließendes Wasser entstanden sei und sich hinter der Abschlusswand die Wölbung des alten Flussbettes fortsetzen müsse. Damit irrte er sich, wie man heute weiß. Den Erschließungsmaßnahmen voraus ging eine Vermessung aller bekannten Höhlenteile mit einem Grubentheodoliten. Dabei wurde die Vermessung des Jahres 1909 überprüft.
Im Oktober 1922 grub Brand mit der Unterstützung der Stadt Pottenstein und des privaten Geldgebers Förster mitten in der deutschen Inflation erfolgreich nach einer Erweiterung der Höhle. Er durchstieß einen eingefallenen Stollen und stellte fest, dass die Höhle viel größer war als vermutet. Den weiteren natürlichen Verlauf fand er nach neun Metern Durchbruch. Untersuchungen anhand bestimmter Merkmale, wie Oberflächengestaltung, Sohlenverschüttungen und Verbrüchen im Inneren, ermöglichten es, weitere Hohlräume zu finden. Die Untersuchungen ergaben, dass die Höhle aus drei Stockwerken besteht. Durch Schurfsprengungen wurden bestehende Schichtfugen und Störungslinien so weit geöffnet oder erweitert, dass eine Bekletterung ermöglicht wurde. Man grub sich in den Berg hinein und entdeckte dabei mehrere Hohlräume, die in ihrer Ausstattung mit Tropfsteinen alle Erwartungen übertrafen. Diese größeren Innenräume waren teilweise durch über 100 Meter lange, sehr enge Durchgänge, verbunden, die meistens nur kriechend zu durchqueren waren. Diese wurden bei der ersten Erschließungsmaßnahme nach sorgfältigen Theodolitmessungen gangbar gemacht.
Über die noch nicht erschlossene Teufelshöhle schrieb Brand 1935:

„Da die Höhlen im Dolomit nicht wie in den geschichteten Kalken allein nur nach Schichtfugen und Störungslinien verlaufen, sondern infolge des Riffcharakters mitunter systemlos den Untergrund durchziehen, konnten die Haupthöhlenausdehnungen nur durch bestimmte Merkmale an der Oberfläche und durch Wasserprallstellen, Sohlenverschüttungen und Verbrüche im Innern von Fall zu Fall verfolgt werden. Diese Untersuchungen führten zur Feststellung von drei Höhlenstockwerken, die durch Schurfsprengungen vorerst so weit geöffnet oder erweitert wurden, daß eine Bekletterung und einstweilige Bussoleneinmessung erfolgen konnte. Die dadurch gefundenen größeren Innenräume waren mitunter durch über hundert Meter lange engste Durchgänge verbunden, die meist nur kriechend bewältigt werden konnten. Durch entsprechendes Nachreißen der Engen ließ sich ein Gangbarmachen der ganzen Höhlenzüge ermöglichen und nach sorgfältigen Theodolitmessungen der kürzeste Abhau zur Verbindung nach der Lotrechten errechnen und durchführen.“

Die Erschließungsarbeiten der leicht erreichbaren Höhlenteile geschahen vorwiegend durch Arbeiten von Hand. Insgesamt waren 42 Arbeiter bei den Aufschlussarbeiten acht Monate lang unter der fachlichen Leitung der Bergbehörde beschäftigt. Damit gelang es, die mittleren Abteilungen mit der Vorhang- und der Bärengrotte und den sich an die Ausgangsschlucht anschließenden oberen Stockwerke mit dem Kerzensaal und dem Riesensaal zu einer geschlossenen Höhlenfolge zu vereinigen. Bis August 1923 konnten somit weitere Hohlräume gangbar gemacht werden. Es wurden die mittleren Abteilungen mit der Vorhang- und Bärengrotte und die oberen Stockwerke, die an die Teufelsschlucht anschließen, mit dem Kerzensaal, der Nixengrotte und dem Riesensaal zu einer geschlossenen Höhlenfolge zusammengeführt. Die Treppenanlage zum Höhlenaufgang wurde neu errichtet, eine Absicherung mittels Geländer durchgeführt und auf der mittleren Plattform entstand ein Gerätehaus. Die erschlossenen Höhlenbereiche wurden mit elektrischem Licht ausgestattet und am 5. August einstweilen auf einer Länge von mehreren hundert Metern für Besucher freigegeben. Ab diesem Zeitpunkt begann die touristische Nutzung der Höhle, die zu stetig steigenden Besucherzahlen führte.

#### Zweite Phase

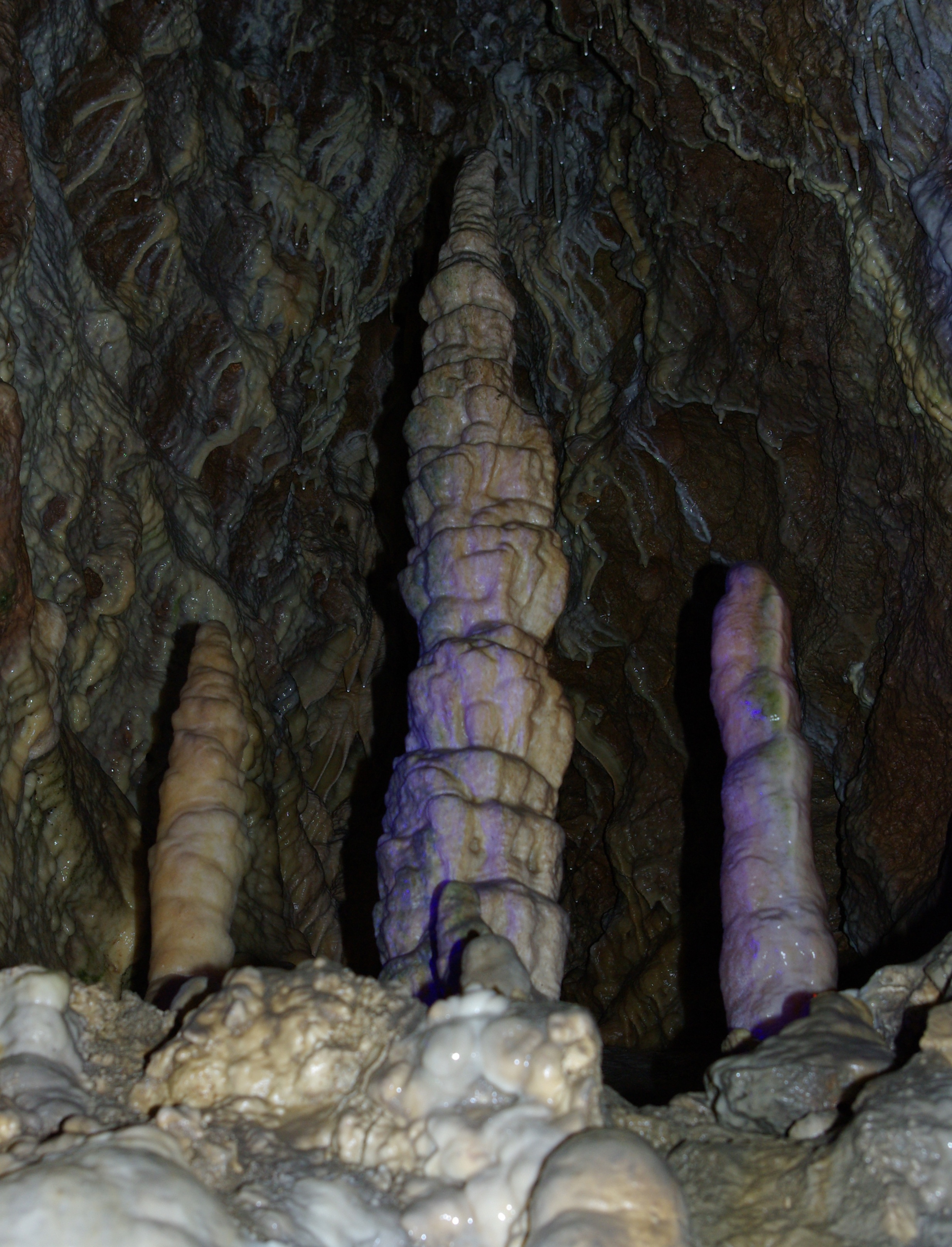
Kreuzigungsgruppe

Brand gab sich mit den bisher gewonnenen Erkenntnissen nicht zufrieden und ordnete eine zweite Erschließung der Höhle an, bei der fahrbare Kompressoren mit Elektroantrieb zum Betrieb von zwei Bohrhämmern und schmalspurige Hunte für die Streckenförderung der herausgebrochenen Gesteinsmassen verwendet wurden. Bei der Erschließung ging es hauptsächlich um die Anbindung und Begehbarkeit des Barbarossadoms, des wohl schönsten Raums der Höhle, an die bereits seit der ersten Erschließung begehbaren Höhlenteile. Zur Anwendung kamen ein für damalige Verhältnisse sehr modernes Gerät und ein in der Höhlenforschung bisher unbekanntes Verfahren. Die Erschließung der tieferliegenden Höhlenteile durch zeitraubende und kostspielige Arbeit von Hand war so gut wie unmöglich. Typisch für den Dolomit ist, dass große Hallen entstehen. Diese Hallen sind teilweise nicht miteinander verbunden. Vier ausgewählte Arbeiter waren in den acht Jahren der zweiten Erschließung für die Bohrarbeiten und das Herausfahren des Schuttmaterials zuständig. So wurden weitere Hallen und Hohlräume aufgeschlossen, vermessen und miteinander verbunden. Insgesamt wurden 285,5 Meter lange Strecken mit einem Querschnitt von 1,2 mal 1,8 Meter durch den zähen Dolomit getrieben.
Die Überwindung des 21,2 Meter hohen Kalvarienbergs, einer Wand im Barbarossadom, stellte sich als äußerst schwierig dar. Sie wurde durch eine künstliche Treppenanlage mit 115 Stufen überwunden. Im hinteren Teil der Höhle wurde durch Sprengungen und mühevolle Arbeiten ein gewaltiger Versturz beseitigt. Nach diesem Durchbruch fand man in drei kleinen Nebenhöhlen Tierknochen und Schädel von mehreren Höhlenbären. In den Grotten selbst musste die Sprengung von Fels so weit wie möglich eingeschränkt werden, weil die damit verbundene Erschütterung zu Beschädigungen an den Tropfsteinen geführt hätte. Auch der Rauchniederschlag wäre dabei mehrere Zentimeter tief in die poröse Sintermasse eingedrungen und hätte deren Glanz getrübt. Brand gelang auch die Öffnung eines Höhlenausgangs. Eine ebenso schwierige Aufgabe war die unauffällige Kabelführung und die richtige Abstufung der Lichtstärke der Lampen und Strahler. Breite geebnete Wege und massive Treppen wurden angelegt, um das Begehen der einzelnen Abteilungen völlig gefahrlos und möglichst bequem zu gestalten. Zu Pfingsten des Jahres 1931 konnte die Teufelshöhle der Öffentlichkeit zur vollständigen Besichtigung freigegeben werden. So kann der heutige Besucher die eindrucksvollen Hallen mit den Namen Barbarossadom und Riesensaal besichtigen. Die Erschließung der Teufelshöhle stellte eine große wissenschaftliche und technische Leistung dar.

#### Erschließungsmethode

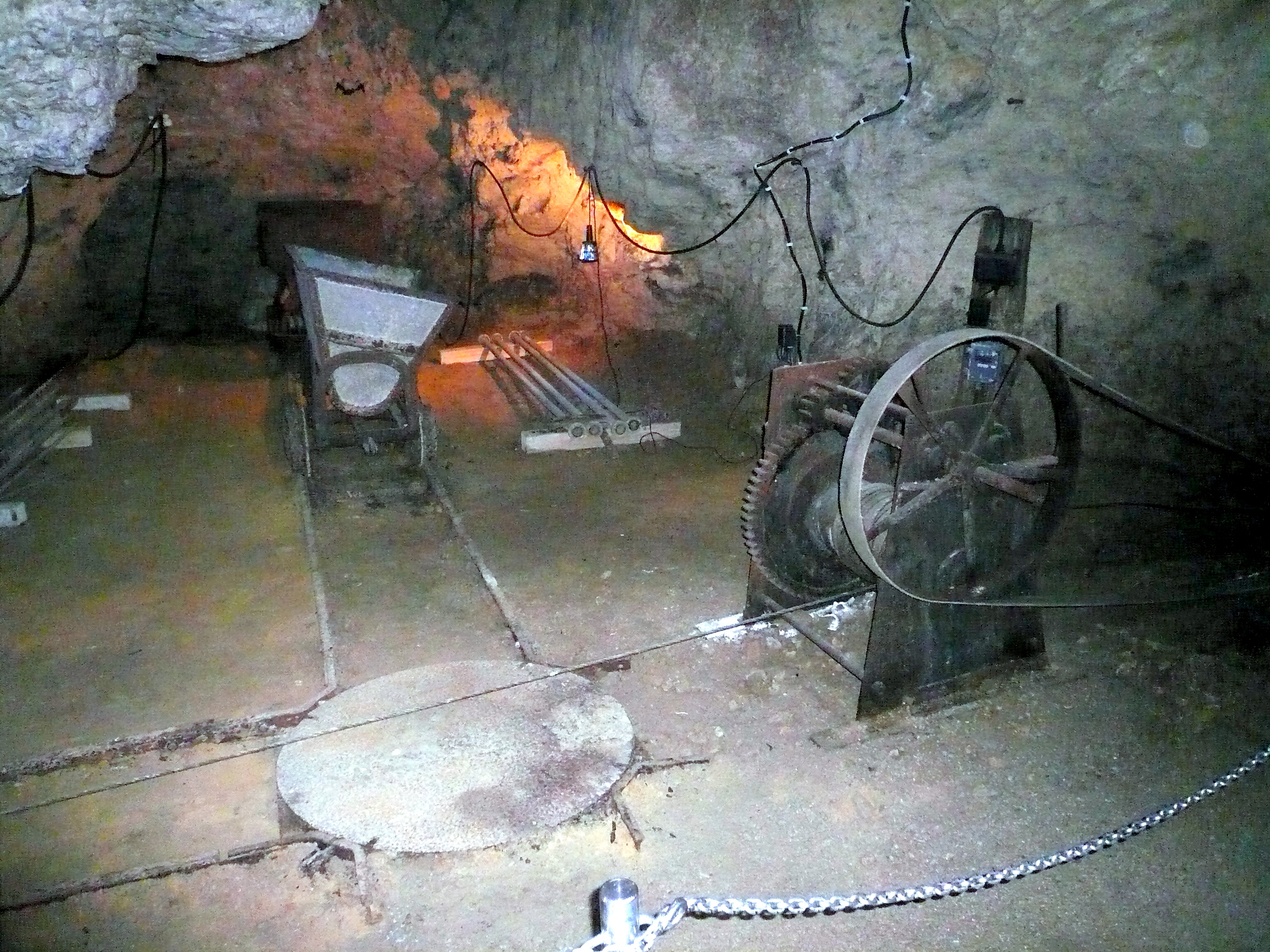
Ausstellungsstücke von der Erschließung

Die Erschließung der Teufelshöhle wurde von Brand in bergmännischer Manier durchgeführt. Ein Netz von Stollen und Schächten wurde angelegt, um die enormen Mengen abgebauten Gesteins zu befördern. Diese Arbeiten wurden überwiegend von Sprengtrupps, die Gänge in den harten Dolomit schossen, durchgeführt. So wurden die einzelnen Hallen wie der Barbarossadom und der Riesensaal in Stollen angefahren, um das herausgebrochene Material bei der Erschließung der Räume und des Kalvarienberges hinauszubefördern. Durch die enge und kurvige Streckenführung war für die Hunte ein enger Radstand von 60 Zentimetern notwendig. Die Schienen wurden auf einfache Holzschwellen genagelt beziehungsweise bei langen geradlinig verlaufenden Strecken wie auch über Tage fertig auf Stahlschwellen montiert.

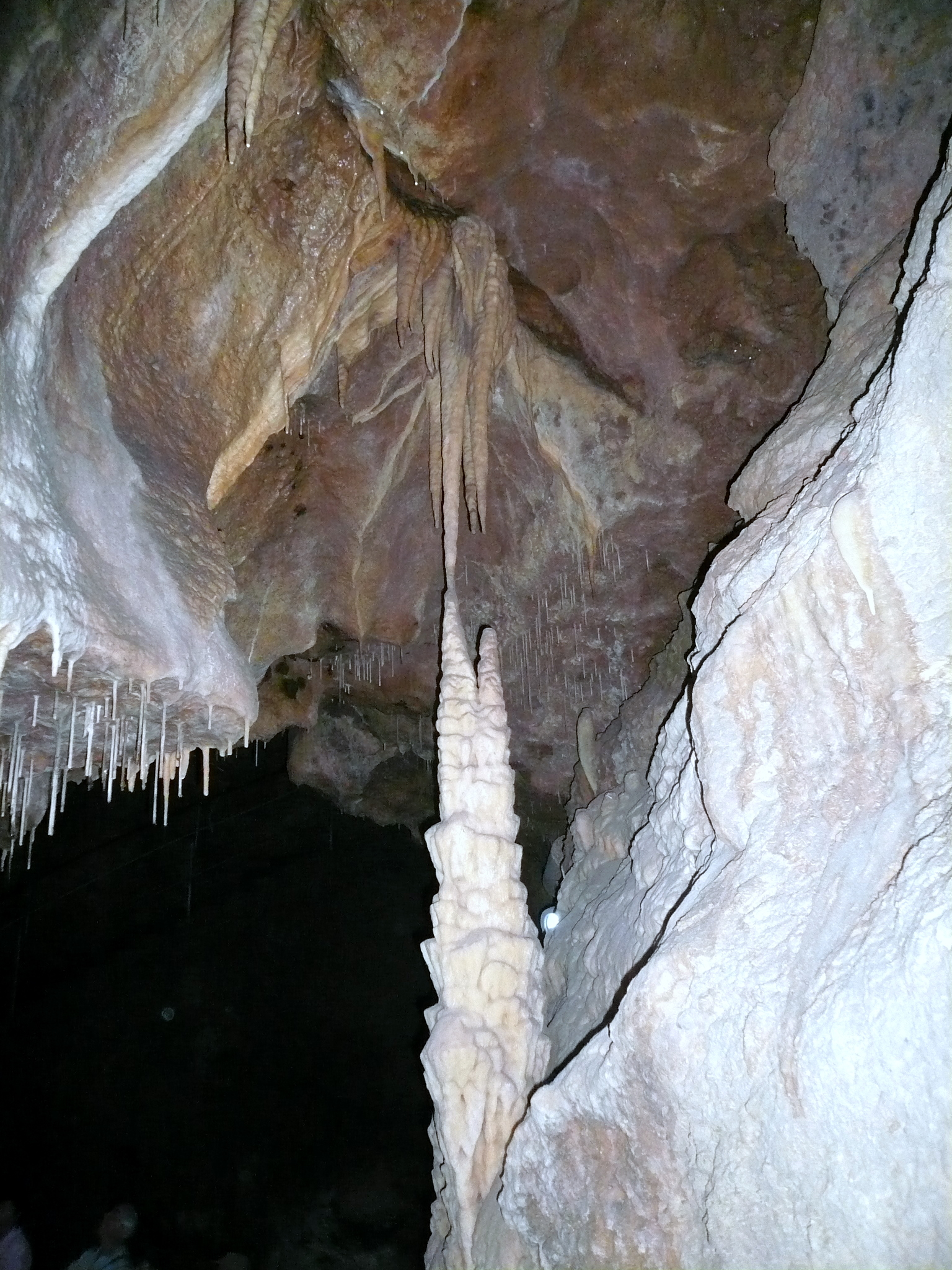
Tropfsteine im Barbarossadom

Ein Teil dieser Stollen läuft sternförmig auf einen Kreuzungspunkt südlich des Barbarossadoms zu, wo mittels einer drehbaren Schienenkreuzung die Förderwagen von einem Stollen in einen anderen gelangen konnten. Von diesem Kreuzungspunkt geht auch ein Förderschacht mit 38 Grad Steigung nach oben und gelangt in der Teufelsschlucht an die Oberfläche. Dort befand sich während der Erschließungsarbeiten ein Häuschen mit einer elektrischen Seilwinde zum Herausziehen der Förderwagen. Diese Seilwinde ist heute ein Ausstellungsstück im Kuppelsaal. Den Ausgang des Förderschachtes kann man noch heute, ein paar Meter neben dem Weg vom Ausgang der Höhle zurück zum Eingangsbereich, sehen. Ein Förderwagen war bis zu einem Kilometer in den Stollen unterwegs, bis er nach außen gelangte.
Ein weiteres System von neu angelegten Stollen nördlich des Riesensaales besteht im Brennnesselbau, über den Verbruch und Abraum, die beim Wegebau im Riesensaal angefallen waren, mittels Förderwagen nach außen in das Weihersbachtal geschafft wurden. Bei der Erschließung gab es einige technische Probleme. Da die Strecken unter Tage zu lang waren, um die Pressluftleitungen von außen bis zu den Baustellen zu verlegen, wurde ein elektrischer Einstufen-Kompressor auf Rollwagenrädern benutzt, der von den Vortriebsmannschaften auf den Gleisen nachgeführt wurde. Dieser zeichnete sich durch seine schmale Form und große Beweglichkeit aus und bewährte sich in den acht Jahren des Einsatzes in der Höhle ohne Betriebsstörung.
Die meisten Stollen werden von den Besuchern bei Führungen nicht begangen, da sie keine interessante Ausstattung besitzen. Durch sie ist es möglich, fast jede Schaustelle in der Höhle ohne Benutzung des offiziellen Führungsweges zu erreichen. Der Höhlenführer benutzt bei Führungen einen Teil dieser Stollen, um so zum Beispiel ohne Überwindung des Kalvarienberges schneller vom Barbarossadom zum Riesensaal zu gelangen. Ein weiterer Teil dieser Stollen wird auch von der Höhlentherapie benutzt.

#### Brands Aufzeichnungen
Einen Einblick in den Umfang der Erschließungsarbeiten der Teufelshöhle geben die Aufzeichnungen Brands aus dem Jahre 1935 über die Erschließung der Teufelshöhle von Oktober 1922 bis Pfingsten 1931:

„Man betrachtete früher die Höhle als örtliche Auskolkung, als Zerklüftungshöhle. Auf Grund von Vergleichsforschungen in anderen Karstländern mußte sie jedoch als das verstürzte unterirdische Bachbett eines ehemaligen Höhlenflusse betrachtet werden, dessen Wasser vor urkundlichen Zeiten hier ihren Austritt nahmen. In der Erkenntnis der Richtigkeit dieser Deutung wurde mit Unterstützung eines Gönners und der Stadtgemeinde Pottenstein der Plan gefaßt, die abgeriegelten fortsetzungen der Höhle für den Besuch zu erschließen. Und so kam im Spätherbst 1922 unerwartetes Leben in die Einsamkeit des Weiherbachtales. Scharen von Arbeitern zogen in die Höhle ein und es begann das harte Ringen mit dem Stein. Bald waren die große Abschlußwand des bisherigen Höhlentunnels durchsprengt und die ersten Tropfsteingrotten gefunden, die an Pracht und Schönheit alle Erwartungen übertrafen. Sorgfältige Vermessungen gaben Überblick über die Zusammenhänge auf und unter der Erde. Zielsicher wurden dann in raschem Anlauf die anderen noch leicht erreichbaren Höhlenräume gangbar gemacht, elektrisch beleuchtet und einstweilen dem Besuche zugeführt. Die tiefer liegenden, stark verschütteten, aber hoch interessanten Syphonhöhlen mit mächtigen Schluchten und Galerien wurden mit allen Mitteln neuzeitlicher Technik in weiteren acht Jahren schwerster Arbeit dem Berginnern abgerungen. Unermüdlich dröhnte dadrinnen die Arbeit; Tag und Nacht grollten die Sprengschüsse und ratterten die Bohrhämmer gegen den harten und zähen Dolomitfels. Auf mehrere hundert Meter mußte durch wohl errechnete Hinterfahrungs- und Verbindungsstrecken das Gestein schrittweise bezwungen werden, um all die Wunder der einzig dastehenden Unterwelt unberührt zu erfassen. Unaufhörlich rollten die Grubenwagen an starken Drahtseilen bergauf und förderten durch die Auswurfstrecke, den eigentlichen Lebensnerv der ganzen Erschließung, das ausgesprengte Gestein ans Tageslicht. Hier prasselten dann die Felsbrocken unter Donnern und Krachen in die Teufelsschlucht hinab, bis eines Tages der letzte Streckendurchschlag dem mühevollen Werk die Krone aufsetzte. So wurde unter Anwendung der Ingenieurwissenschaft, der Markscheidekunst und Geologie auf Grund rein wissenschaftlicher Erwägungen und unterstützt von einem Stab treuester, anhänglicher Arbeiter die ganze Erschließung des wirr verteilten Grottensystems zu einem glücklichen Abschluß gebracht. Am 1. Pfingstfeiertag 1931 wurde dieses Denkmal fortgeschrittener Erschließungstechnik und deutschen Unternehmungsgeistes der Allgemeinheit übergeben. Wie ein unterirdisches Zauberschloß erstrahlt jetzt die Höhle im magischen Glanze der elektrischen Glühkörper. Breitgeebnete Pfade und bequem angelegte Treppen führen durch die märchenhaften Räume, die eine seltene Pracht und fülle von Tropfsteingebilden zeigen. Auf der Höhe des Berges tritt man schließlich in einer klammartigen, überaus malerischen Schlucht wieder zu Tage und kommt durch ein wildromantisches Felslabyrinth zum Höhleneingang zurück.“

#### Presseberichte
Zur ersten Teilerschließung der Teufelshöhle schrieb am 3. August 1923 in Leipzig die Reise- und Bäderzeitung über Eine neue Höhle in der Fränkischen Schweiz:

„Am 5. August d. J. findet die Eröffnung einer neuen Tropfsteinhöhle, der Teufelshöhle, durch die Behörden statt. Anschließend erfolgt sofort die Freigabe für das Publikum. Die Höhle liegt zwischen Schüttersmühle und Pottenstein. Als Leiter des Unternehmens hat der bekannte Höhlenforscher Prof. Dr. Brandt, durch Herrn Dr. Förster, welcher die Sache finanziert hat, die Erschließung der Höhle glücklich zu Ende führen können. Die Teufelshöhle zeichnet sich besonders durch wundervolle Tropfsteingebilde von riesiger Größe und prächtiger Feinheit aus, ebenso durch die gut erhaltenen Skelette und Knochen der Höhlenbären, die vor etwa 40 000 Jahren hier durch Felssturz von der Außenwelt abgeschlossen wurden. Prof. Dr. Schlosser hat das Gerippe eines Höhlenbären zusammengestellt und in einer Höhlengrotte postiert, dort, wo diese Knochen gefunden wurden in der Höhle. Alle Knochenreste sind im übrigen so liegen geblieben, wie man sie an Ort und Stelle gefunden hat. Die Höhlenräume sind radiumhaltig, daraus erklärt es sich, daß die Schädel und sämtliche Knochen sehr gut erhalten sind. Auf einer Stelle liegen die Gerippe von ganzen Rudeln Höhlenbären zusammen. Die Höhle ist eine Durchgangshöhle geworden, dank dem unermüdlichen Eifer der beteiligten Wissenschaftler. Der Leipziger erreicht die Höhle von der Bahnstation Pegnitz aus mit Postauto bis Schuttersmühle; von da gelangt man in fünf Minuten zu Fuß nach der Höhle nahe der Forellenzucht-Anstalt. Wundervolle elektrische Beleuchtung bis in die entferntesten Höhlenspalten zeigen dem Beschauer die kostbarsten Tropfsteine und Bergkristalle im vollsten Glanze.“

Am 22. Januar 1932 schrieb August Sieghardt in Die Reise, einer Sonderbeilage der Nürnberger Zeitung, über die Teufelshöhle:

„Nach nahezu zehnjähriger mühevoller und kostspieliger Arbeit hat unlängst die Erschließung der berühmten Teufelshöhle bei Pottenstein in der Fränkischen Schweiz ihren Abschluß gefunden. Es ist damit ein Werk vollbracht, das in wissenschaftlichen Kreisen ein besonderes Interesse für sich nicht nur um die Zugänglichmachung einer der größten und schönsten Tropfsteinhöhlen Mitteleuropas, sondern auch um ein wissenschaftliche Klärung, die für die höhlenkundliche (speläologischen) Verhältnisse in der Fränkischen Schweiz von ziemlicher Bedeutung ist. […] Im Jahre 1924 war die Teufelshöhle, die den größten Höhleneingang in Deutschland besitzt, bereits in einem Ausmaß von etwa 800 Meter zugänglich gemacht. Sie wurde elektrisch beleuchtet, war ohne Gefahr zu begehen, und wies in den bisherigen Abteilungen geradezu märchenhafte Tropfsteingebilde auf, teils in schmalen Gängen, teils in Grotten und riesigen, hohen Felsensälen. […] Mit diesen Ergebnissen gab sich Professor Dr. Brand indes nicht zufrieden. Gestützt auf seine reichen karstgeologischen Erfahrungen, setzte er 1926 die weitere Erschließung der Teufelshöhle fort und verfolgte vornehmlich die ungemein schwer faßbaren und sehr tief liegenden, dabei stark verschütteten, aber hochinteressanten Syphonhöhlen. Diese wurden mit allen Mitteln neuzeitlicher Technik in harter Arbeit dem Berginnern abgerungen. Tag und Nacht ertönten die Sprengschüsse, ratterten die Bohrhämmer gegen den harten Fels; unaufhörlich rollten die Grubenwagen bergauf, bergab. Unter unheimlichem Donnern und Krachen prasselten die geförderten Felsbrocken in die Teufelsschlucht hinab, so lange, bis eines Tages der letzte Streckendurchschlag dem mühevollen Werk die Krone aufsetzte. Die Riesenaufgabe Prof. Brands, begonnen auf rein wissenschaftlichen Erwägungen mit einem Stab erprobter Arbeiter, war vollendet; die ganze Erschließung des wirr verteilten Grottensystems ward glücklich vollbracht! Im Sommer des Jahres 1931 konnten die neuerschlossenen Räume der Öffentlichkeit übergeben werden. […] So, wie die Teufelshöhle heute zu sehen ist, bedeutet sie eine der allergrößten Sehenswürdigkeiten dieser Art; an Ausmaß und Schönheit wird sie nur von der weltberühmten Adelsberger Grotte in Neu-Italien übertroffen.“

### Teufelshöhlenbrücke

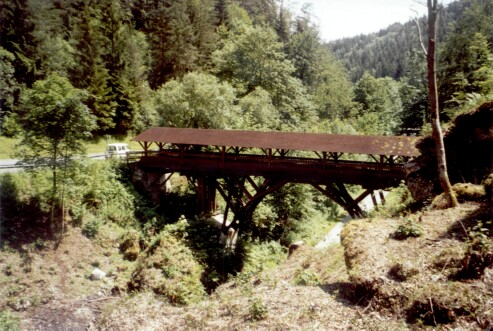
Teufelshöhlenbrücke

Um die Teufelshöhle besser von der Autostraße Pottenstein–Pegnitz aus erreichbar zu machen, ließ Brand 1932 die Teufelshöhlenbrücke bauen. Die 36 Meter lange hölzerne Brücke liegt 100 Meter von der Teufelshöhle talabwärts entfernt, führt über eine 18 Meter tiefe klammartige Schlucht des Weihersbaches und hat eine Spannweite von 20 Metern. Für den weiteren Weg zur Teufelshöhle wurde längs des steilen Talhanges der Weg in die Felswände gesprengt. Die Brücke stellte damals die kürzeste Verbindung zwischen der Autostraße und der Wirtschaftsterrasse der Teufelshöhle dar.

### Zeit des Nationalsozialismus

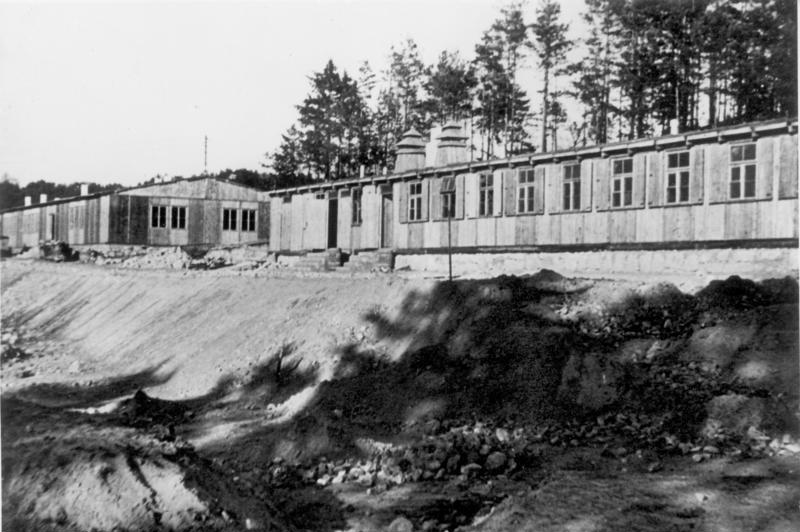
Barackenlager der SS-Karstwehr-Kompanie bei Pottenstein, 1942

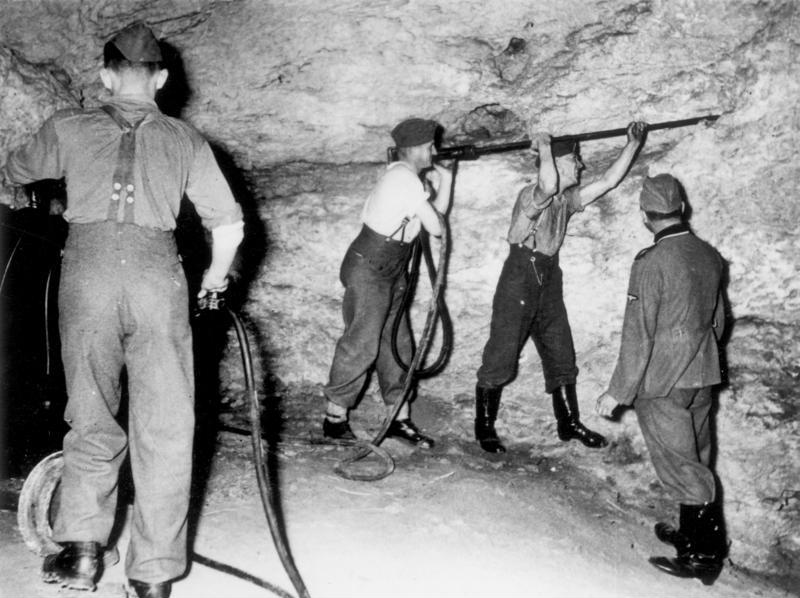
Arbeiten der SS-Karstwehr-Kompanie bei Pottenstein, 1942

Bereits vor der Machtergreifung der Nationalsozialisten hatte Adolf Hitler gemeinsam mit der damaligen Bayreuther Festspielchefin Winifred Wagner 1932 die Teufelshöhle besucht.
Die SS richtete am 12. Oktober 1942 ein Außenlager des Konzentrationslagers Flossenbürg zunächst in Pottenstein und später auf der Bernitz ein, dessen Gründer und Leiter der SS-Standartenführer der Karstwehr, Bergbauingenieur Hans Brand war, ein guter Freund des SS-Reichsführers Heinrich Himmler. Die Insassen des Lager Bernitz waren Männer aus ganz Europa, die am 16. April 1945 von amerikanischen Streitkräften befreit wurden.
Die Gefangenen mussten für mehrere Gliederungen der SS, wie die Waffen-SS, die SS-Fortifikations-Forschungsstelle, die SS-Nachrichten-Ausbildungsabteilung und die SS-Karstwehr-Kompanie, Zwangsarbeit verrichten. Gegen Ende des Krieges mussten sie den Schöngrundsee anlegen und in und an der Teufelshöhle arbeiten. Sie planierten den Großparkplatz vor der Teufelshöhle; die Höhle befreiten sie von Lehm und Geröll und gruben mehrere Gänge, die heute nicht begangen werden, weil sie keine Tropfsteingebilde haben und deswegen touristisch nicht von Interesse sind. Oberhalb der Höhle wurden auf der Suche nach weiteren Höhlen im Wald zahlreiche Grabungen durchgeführt, deren Spuren man noch teilweise erkennen kann.
Die Zahl der Toten durch die Arbeitseinsätze in Pottenstein ist nicht bekannt. Über die Hälfte der 746 in Pottenstein zur Zwangsarbeit herangezogenen Häftlinge wurde, todkrank von den harten Arbeitsbedingungen und den Lagerschikanen nach Flossenbürg zurückgeschickt.

### Nach dem Krieg
Nach dem Krieg setzte der Besucherandrang wieder ein. Besuchergruppen kamen aus größeren Entfernungen wie aus Berlin und anderen Großstädten, aber auch aus dem Ausland. Um diesen vermehrten Besucheransturm zu bewältigen, waren bauliche Maßnahmen erforderlich. Es entstand auf der Höhlenterrasse das Terrassen-Café mit Toilettenanlage und vor der Höhle anstelle der Fischweiher ein großer Parkplatz für Busse und Personenkraftwagen. Der Wanderweg nach Pottenstein, den Schöngrundsee entlang und durch das Weiherbachtal wurde ebenfalls weiter ausgebaut. Am Eingangsbereich der Höhle wurde ein Kassenhäuschen errichtet, womit auch der Verkauf von Postkarten und Souvenirs begann. Diese baulichen Maßnahmen dauerten bis in die 1950er Jahre. 1949 entdeckte der Paläontologe Georg Brunner diluviale Tierknochen in einer Spalte. Zu einem tödlichen Unfall durch Steinschlag kam es 1952 bei Spreng- und Grabungsarbeiten zur Erforschung eines neuen Höhlenraumes in der Kleinen Teufelshöhle. Nach Hans Brands Tod 1959 ging die Teufelshöhle als Vermächtnis an seine Stieftochter Rita über. 1967 übernahm die Stadt Pottenstein die Höhle.

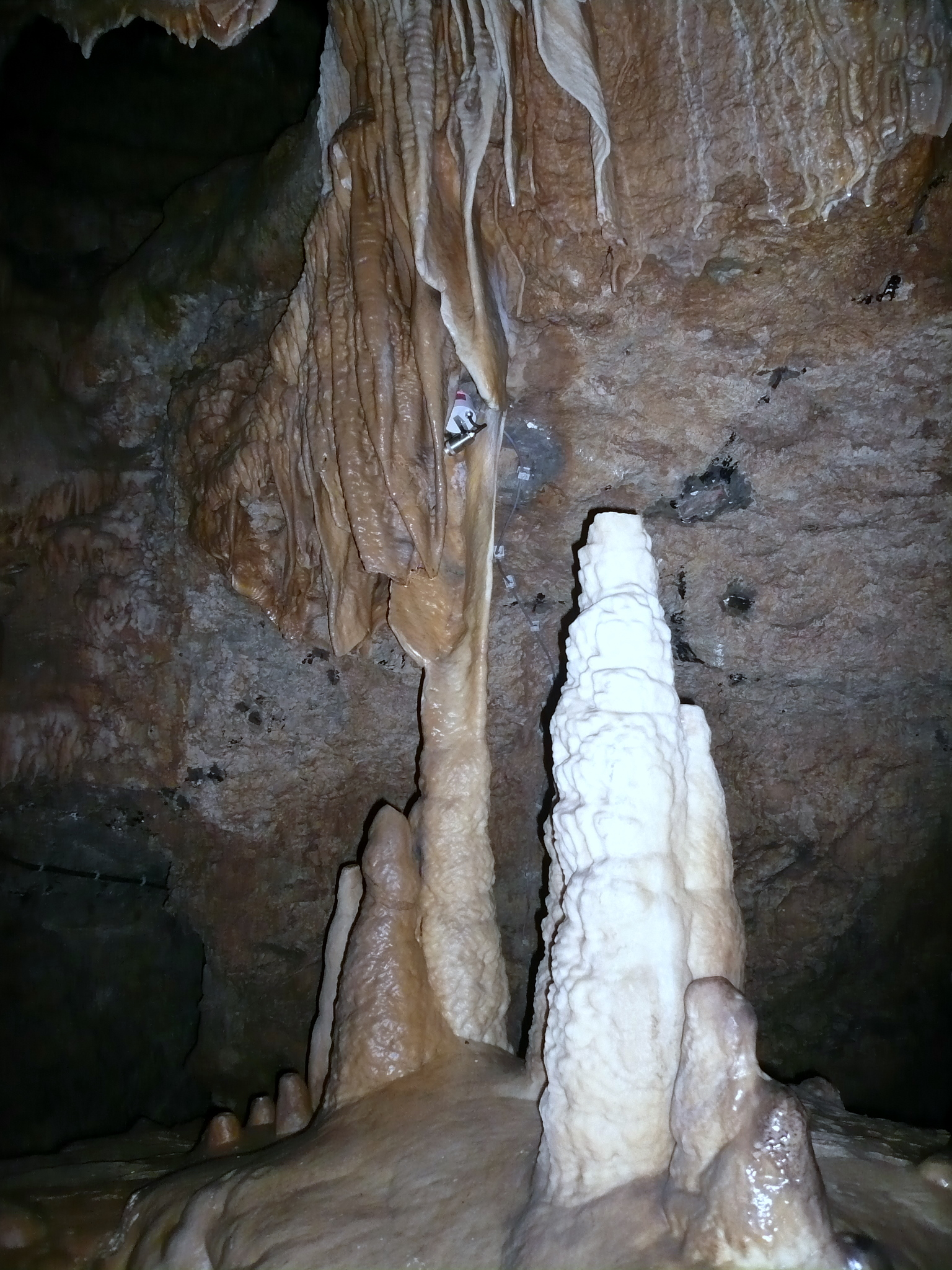
Vorhanggruppe

Zu Ehren von Hans Brand wurde am 9. April 1961 über dem Eingang der Teufelshöhle eine erzgegossene Gedenktafel feierlich enthüllt. Sie trug ein Bildnis Brands und die Inschrift „Dem Erforscher und Erschließer der Teufelshöhle und unermüdlichen Förderer der Fränkischen Schweiz in Verehrung und Dankbarkeit die Stadt Pottenstein.“
Nachdem die Nazi-Vergangenheit Brands vor einigen Jahren Aufsehen erregt hatte, wurde die Gedenktafel als anstößig empfunden. Auch wenn sie nicht von jedem Höhlenbesucher wahrgenommen wurde, stand sie in der Kritik, und die Stadt Pottenstein wurde beschuldigt, einen Kriegsverbrecher mit einer Gedenktafel zu ehren. Im Jahre 1997 entwendeten Unbekannte die Tafel.
1971 wurde in der Kleinen Teufelshöhle ein klimatisiertes Höhlenlabor als erstes seiner Art in Deutschland in Betrieb genommen. 1986 begann man in einem Seitengang mit der Speläotherapie. Anfang der 1990er Jahre wurde das Skelett des Höhlenbären unter Leitung von Donat Kamphausen restauriert. Die Körperhaltung des Skeletts wurde verändert, und es bekam einen attraktiveren Platz in der Höhle. Die zahlreichen Knochen wurden präpariert, um sie vor dem Zerfall zu bewahren. Seit 1994 wird ein Kulturprogramm in der Teufelshöhle angeboten.

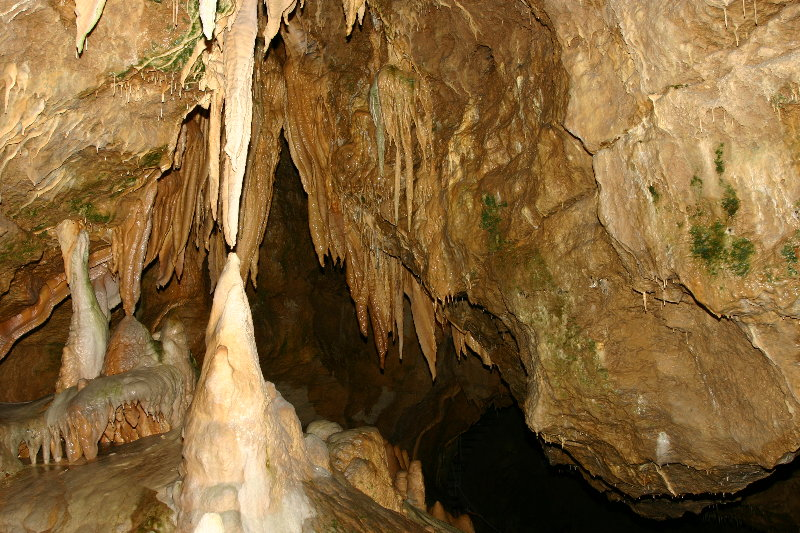
Barbarossabart

Im Jahr 1997 wurde bekannt, dass erfolglos nach Fortsetzungen der Teufelshöhle gesucht worden war. Dabei wurde das Höhlenlabor angebohrt und total zerstört. In der Höhle wurden von Zeit zu Zeit technische Verbesserungen durchgeführt, geänderte Handläufe und Schutzgitter angebracht und ein neuzeitliches Beleuchtungssystem eingebaut. Im Jahre 2000 wurde ein modernes Beschallungssystem eingerichtet und in manchen Höhlenbereichen eine farbige Beleuchtung zur Bestrahlung von Hohlräumen und Tropfsteinen in roter und blauer Farbe installiert. 2002 wurde das achtzigjährige Jubiläum der Erschließung der Teufelshöhle feierlich begangen. Im Jahre 2006 wurde der gesamte Außenbereich der Höhle für 15.000 Euro renoviert: Geländer und Hinweistafeln wurden angebracht, neue Sitzgruppen und Bänke aufgestellt, und ein neuer Weg wurde angelegt.
Im August 2007 wurde nach etwa sechs Wochen Arbeit die alte Beleuchtung durch etwa 330 LED-Lampen ersetzt, die erstmals am 24. August bei Führungen eingeschaltet wurden. Diese Lampen haben wegen ihres Kaltlichtes einen geringeren Einfluss auf das Mikroklima und die Lampenflora. Der Energiebedarf beträgt etwa ein Zehntel der bisherigen Beleuchtung. Die Lebensdauer dieser LED-Leuchten liegt bei etwa 80.000 Stunden, das entspricht etwa 25 Betriebsjahren. Dazu wurden über 6000 Meter neue Strom- und Steuerleitungen in der Höhle verlegt und zur Sicherheit der Höhlenbesucher eine batteriegestützte Notbeleuchtung für den Fall eines Stromausfalles installiert; die Akustikanlage wurde überarbeitet. In den drei großen Hallen, im Kuppelsaal, im Barbarossadom und im Riesensaal, wurden 130 LED-Lampen angebracht, deren Lichtkonzept darin besteht, dass nacheinander einzelne Tropfsteinpartien angeleuchtet werden und dies mit Musik abgestimmt ist. Der Zweckverband Teufelshöhle hat insgesamt eine Summe von etwa 265.000 Euro investiert, davon waren 90 Prozent Fördergelder. 55 Prozent stammten aus dem Wirtschaftsförderungstopf des Freistaats Bayern und weitere 35 Prozent von der Oberfrankenstiftung. Dies war die größte Investition seit der Erschließung der Höhle in den 1920er Jahren.

## Einrichtungen

### Speläotherapie

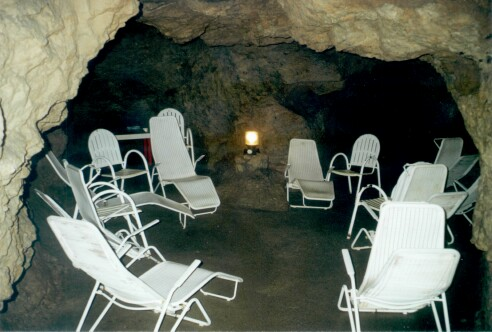
Therapiestation

Ein Seitenstollen der Teufelshöhle dient zur Anwendung der Speläotherapie. Der Therapiebereich ist vom übrigen Besucherbereich der Höhle abgeriegelt. Das Therapiezentrum Teufelshöhle ist Gründungsmitglied des Deutschen Heilstollenverbandes, eines Zusammenschlusses von zurzeit zwölf Speläotherapie-Zentren Deutschlands. Seit 1986 werden in der Teufelshöhle Therapiekuren angeboten, wofür 50 Therapieplätze zur Verfügung stehen, die sich auf drei Räume für Erwachsene und einen Raum für Kinder verteilen. Die Speläotherapie kann bei Atemwegserkrankungen wie Heuschnupfen, Asthma, chronischer Bronchitis und allergischen Nasennebenhöhlenerkrankungen und Hauterkrankungen wie Neurodermitis den Patienten Linderung verschaffen. Auch bei Kindern mit Keuchhusten oder Kleinkindern mit Pseudokrupp wird diese Therapie angewandt. Der Patient verweilt dabei täglich zwei Stunden in der Teufelshöhle, über einen Zeitraum von etwa drei Wochen. Seit 2012 werden auch kürzere Liegekuren (drei bis fünf Anwendungen) angeboten. Liegekuren unter Tage werden täglich von März bzw. April bis Oktober bzw. November durchgeführt.
Die niedrige Temperatur von neun Grad und die hohe Luftfeuchtigkeit von 95 Prozent bieten optimale Voraussetzungen für die Therapie. Die Luft in der Höhle enthält weniger Schadstoffe, Pollen, Staub und Schimmelpilze. Somit gelangen beim Atmen kaum Fremdstoffe in die Lunge; die überreizten Schleimhäute beruhigen sich, und die Patienten können leichter atmen. Eine Liegekur geht über einen Zeitraum von drei bis fünf Wochen, wobei sich der Patient täglich zwei Stunden in der Höhle aufhält. Pro Jahr nehmen etwa 1500 bis 2000 Kurgäste an dieser Therapie teil, wobei es rund 70 Prozent der Patienten nach dieser Kur deutlich besser geht. Bei manchen hält der Erfolg monatelang an, manche sind sogar jahrelang ohne Beschwerden. Im Jahr 2007 nahmen hier 1630 Patienten diese alternative Behandlungsmethode in Anspruch, im Jahr 2008 waren es 1338.

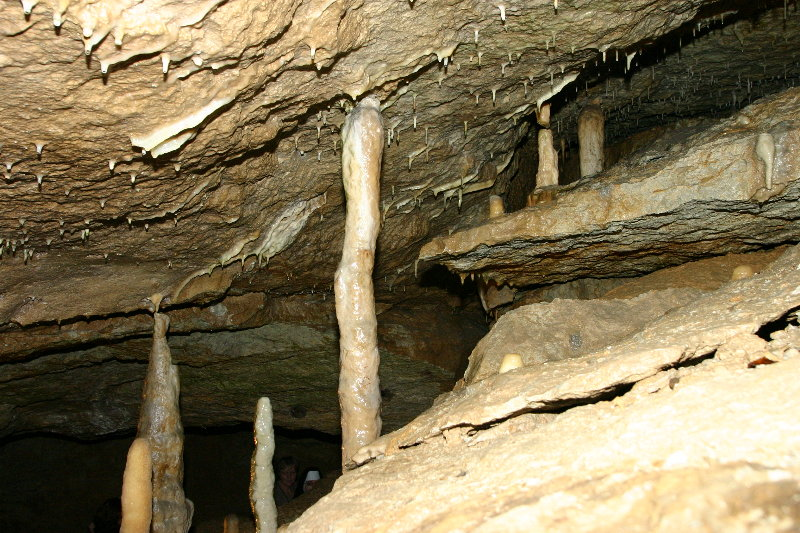
Tropfsteingruppe

Die Speläotherapie der Teufelshöhle könnte demnächst der Gemeinde Pottenstein den Status „Heilklimatischer Kurort“ bescheren. Voraussetzung dafür ist, dass die gesetzlichen Regelungen für die Anwendung des ortsgebundenen Heilmittels „Höhlentherapie“ vom Land Bayern beschlossen werden – wie etwa in Niedersachsen und Baden-Württemberg bereits geschehen. Bei positiver Entscheidung will sich Pottenstein sofort und intensiv darum bemühen, die Klassifizierung als „Ort mit Heilstollen-Kurbetrieb“ zu erhalten, die gleichzustellen ist mit der eines „Heilklimatischen Kurorts“.
Bereits kurz nach dem Zweiten Weltkrieg hatte Hans Brand die Absicht, in der Teufelshöhle, genauer gesagt in der Kleinen Teufelshöhle, Höhlentherapie durchzuführen. Es wurde begonnen, die Kleine Teufelshöhle dafür zu erschließen. 1952 hat sich allerdings bei Arbeiten in der Kleinen Teufelshöhle ein Felsbrocken von der Decke gelöst, und ein Arbeiter wurde getötet. Daraufhin wurden die Arbeiten eingestellt und das Projekt aufgegeben.
Bereits vor dem Zweiten Weltkrieg wurde Höhlenlehm aus der Teufelshöhle zu Heilzwecken verwendet. Während der Erschließung der Höhle und auch noch danach wurde der Höhlenlehm, die sogenannte „Wundererde“, abgebaut und als Fango verwendet. Die damalige Abteilung Höhlenfangovertrieb der Teufelshöhlenverwaltung verschickte diesen heilkräftigen Höhlenlehm als „Teufelshöhl-Fango“ in Zwei-Kilogramm-Dosen in die ganze Welt.

### Höhlenlabor

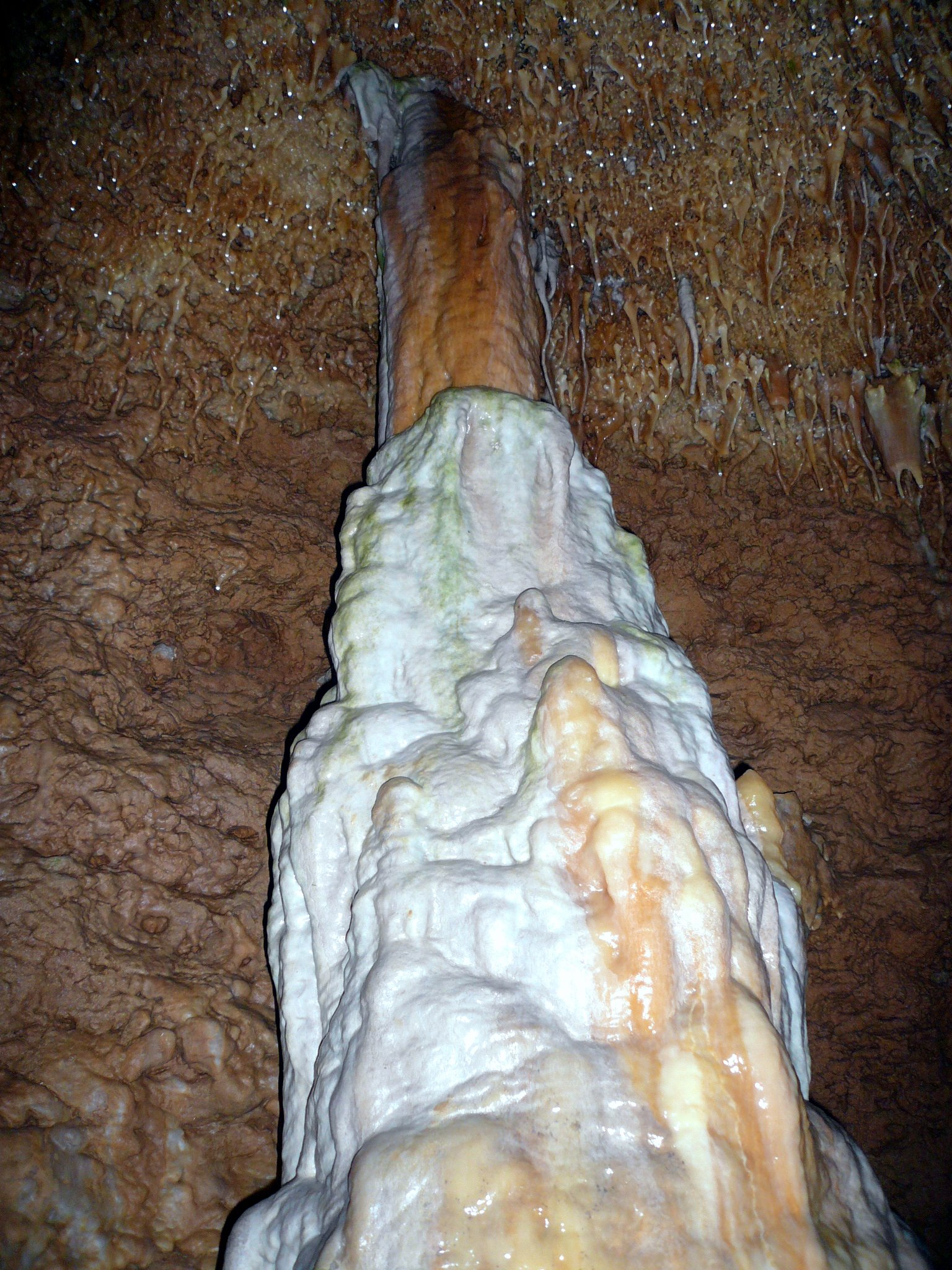
Drei-Kaiser

In einem Seitenteil der Höhle, der Kleinen Teufelshöhle, befindet sich das einzige Höhlenlabor Deutschlands. Das Höhlenlabor besteht aus zwei klimatisierten Räumen. Die Messeinrichtungen selbst befinden sich überwiegend im Kleinen Teufelsloch/Brennnesselbausystem. Dieses Forschungslabor wurde 1971 von der Forschungsgruppe Höhle und Karst Franken eingerichtet. Anfangs bestand das Labor aus einem kleinen Raum neben dem Kassenhäuschen der Teufelshöhle und der ausgebauten Kleinen Teufelshöhle. Im Jahre 1979 meldete die Teufelshöhlenverwaltung für ihren kleinen Raum Eigenbedarf an, was den Umzug für das Labor bedeutete. Um die Leitungswege der Messwertgeber möglichst kurz zu halten, wurde der Messraum in die Höhle selbst eingebaut.
Hier werden Untersuchungen zu Höhlenklima, Tropfwasserzyklen im Verhältnis zum Niederschlag sowie weitere höhlenspezifische und hydrologische Untersuchungen von ehrenamtlichen Mitgliedern der Forschungsgruppe durchgeführt. Niederschlagsmessungen von Textilstaub im Höhleninneren werden durchgeführt, genauso wie langzeitliche Messungen des Kohlendioxid-Gehaltes der Schauhöhlenluft. Es werden Langzeitmessungen zum Schüttungsverhältnis von Deckentropfstellen gemacht. Mit eigens entwickelten Messwertaufnehmern wird an sieben Tropfstellen in der Kleinen Teufelshöhle der Fall jedes einzelnen Tropfens berührungslos registriert und aufgezeichnet. Bei diesen Untersuchungen hat sich auch Verblüffendes herausgestellt. Man hat nachgewiesen, dass es in der Höhle Unterschiede in der Fallgeschwindigkeit der Tropfen gibt. Die Tropfen fallen manchmal schneller, dann wieder langsamer von der Decke. Diese Beeinflussung der Fallgeschwindigkeit der Tropfen hängt wie Ebbe und Flut von der Stellung des Mondes ab. In den Wintermonaten werden mit umgebauten Radarsensoren aus der Sicherheitstechnik Fledermausaktivitäten beobachtet.

### Sagen und Gerüchte

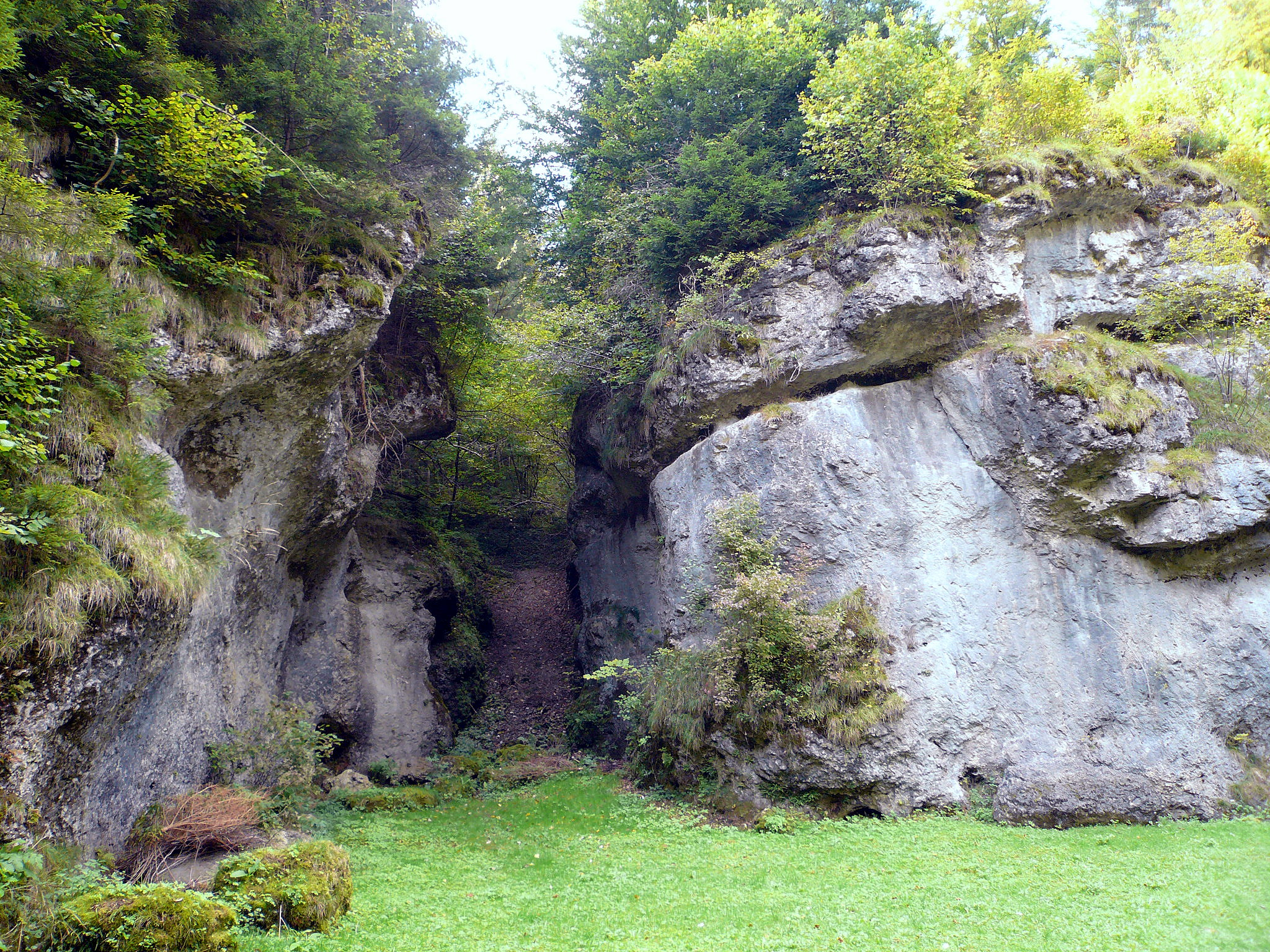
Teufelsschlucht

Unter den Einheimischen galt dieser Ort jahrhundertelang als unheimlich. Der Volksglaube, dass der Teufel die Höhle als Eingang zur Hölle verwende, trug zur Entstehung des Namens bei. Menschen, die es dennoch wagten, in sein Reich einzudringen, würden unrettbar eine Beute des Satans. Schauergeschichten von lichtscheuem Gesindel, das sich im Inneren des Teufelsloches aufhalte, erzählte man sich. Auch Irrlichter, die zu gewissen Stunden durch den Höhlenraum schwebten, habe man beobachtet und Verzweiflungsschreie verlorener Seelen gehört. Weitaus mehr Gehalt hat aber die Legende, dass der Raubritter Udo von Wichsenstein die Höhle als Unterschlupf benutzt haben soll. Dazu soll er – so die Legende – einen Pakt mit dem Teufel geschlossen haben.
Auch heute ist die Teufelshöhle nicht frei von Geschichten: Von einem Spiegelsaal sprechen manche Pottensteiner, auch von brisanten Nazi-Dokumenten oder sogar von dem sagenumwobenen Bernsteinzimmer, das während des Krieges in der Teufelshöhle versteckt worden sein soll, wird berichtet. Aus diesem Grund soll es zu Nachforschungen gekommen sein. 1997 wurde schließlich bekannt, dass zwei bis dahin völlig unbekannte Hobbyschatzsucher nach Fortsetzungen der Teufelshöhle gesucht haben. Der Zweckverband Teufelshöhle stellte den zwei „Forschern“ 80.000 DM zur Verfügung. Im Wald über der Höhle wurden Bohrungen durchgeführt, und dabei wurde auch ein Hohlraum angebohrt. Allerdings handelte es sich dabei um das Höhlenlabor, das dabei völlig zerstört wurde (Sachschaden von mehreren Tausend DM). Gefunden wurde schließlich aber nichts. Dass Höhlenforscher nach neuen Höhlenräumen gesucht haben, ist die offizielle Aussage, da aber Höhlenpläne existieren, die jedem Höhlenforscher zugänglich sind, ist dies mehr als unwahrscheinlich. Vielmehr dürften die Gerüchte über eine geheime Kammer der Grund gewesen sein.
In der Bevölkerung kursiert darüber hinaus die Geschichte, dass Brand in der Fränkischen Schweiz später eine viel schönere Höhle entdeckt habe. Aus Angst, dass diese der Teufelshöhle den Rang ablaufen könne, seien aber alle Belege und Beweise vernichtet und möglicherweise sogar die beteiligten Menschen umgebracht worden. Es dürfte sich hierbei aber tatsächlich nur um Gerüchte handeln, denn bisher wurden keinerlei Belege für diese Behauptungen gefunden.
Ein weiteres „Gerücht“ entspricht in gewissen Punkten sogar der Wahrheit. Spricht man die Höhlenbetreiber oder die Höhlenführer darauf an, reagieren diese meistens etwas gereizt. Man erzählt, dass einzelne Tropfsteine, manche sprechen sogar von vielen Tropfsteinen, nicht an der Stelle gewachsen seien, an der sie sich befinden. Zum Teil seien sie von anderen Bereichen der Höhle hierher gebracht worden, und es sollen auch einige aus anderen Höhlen der Umgebung stammen. Man habe sie vor Ort entweder abgeschlagen oder abgesägt, um sie dann in der Teufelshöhle wieder aufzustellen, um die Höhle für den Besucher attraktiver zu gestalten. „Falsche“ Tropfsteine erkennt man von den geologischen Gegebenheiten her daran, dass sie nicht an dieser Stelle gewachsen sein können. Teilweise stecken sie einfach in der Erde, oder aber die Deckenregion darüber stellt keine Tropfstelle für Wasser, den Baumeister der Tropfsteine, dar. Diese Tropfsteine werden nicht von jedem Besucher als „falsch“ erkannt; der „normale“ Höhlentourist, der nur selten einmal in einer Höhle ist, bemerkt davon nichts, während „erfahrene“ Höhlengänger diese Tropfsteine schon eher entdecken.

## Tourismus

### Touristische Erschließung

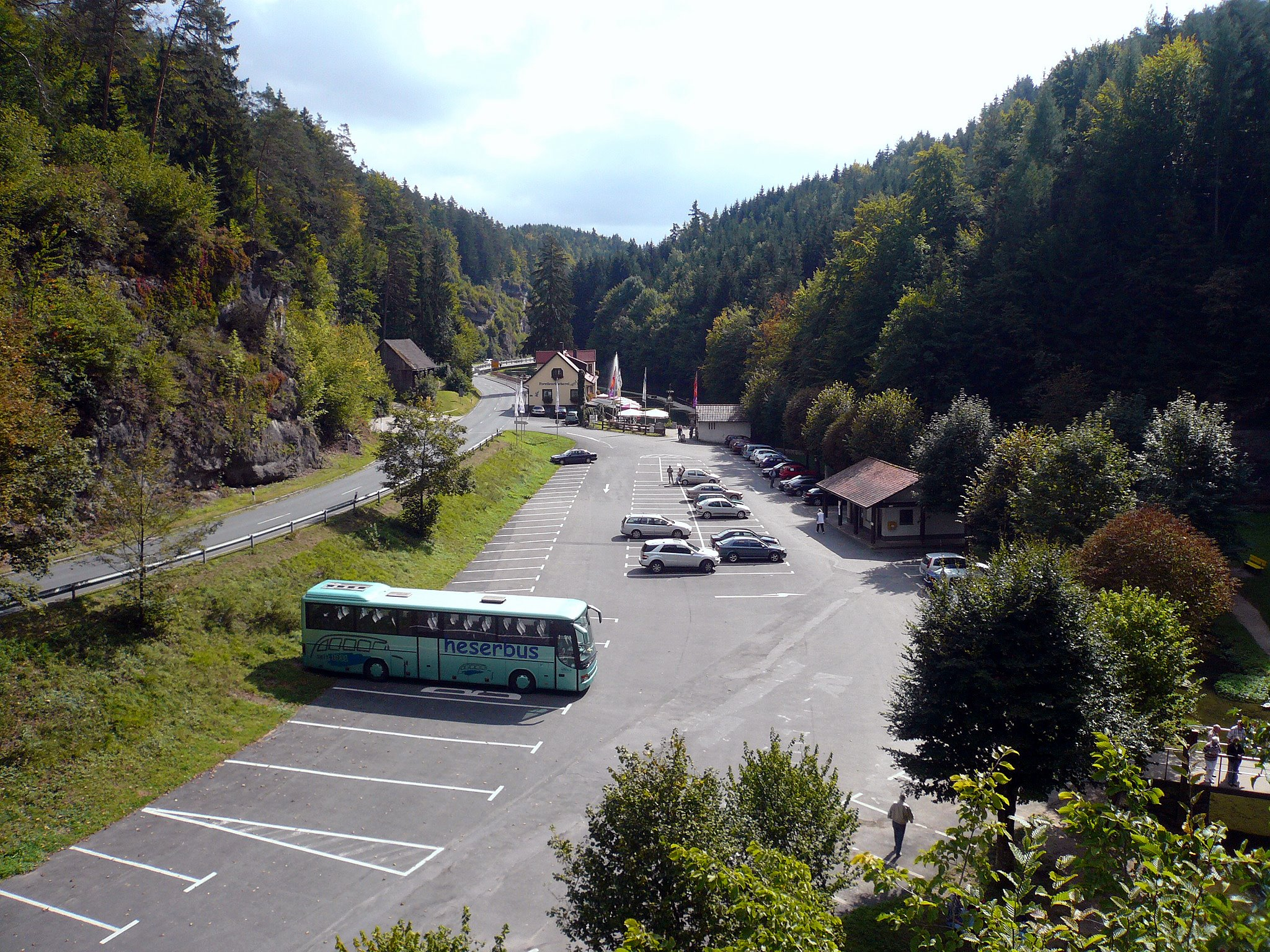
Parkplatz und Weihersbachtal

Zu erreichen ist die Teufelshöhle über die B 470, die von Forchheim über Pottenstein nach Pegnitz führt. Die Teufelshöhle ist gut erschlossen für den Massentourismus. Ein großer (kostenpflichtiger) Parkplatz mit kostenloser WC-Anlage liegt direkt neben der Straße am Fuß der Teufelshöhle. Direkt auf dem Felsplateau des Höhleneinganges befindet sich ein Terrassen-Café mit vielen Sitzgelegenheiten. Im oberen Eingangsbereich vor der Holztür befindet sich ein Fernsehbildschirm, wo sich der wartende Höhlenbesucher einen Video-Film über Pottenstein und die Fränkische Schweiz ansehen kann.

### Besucherzahlen

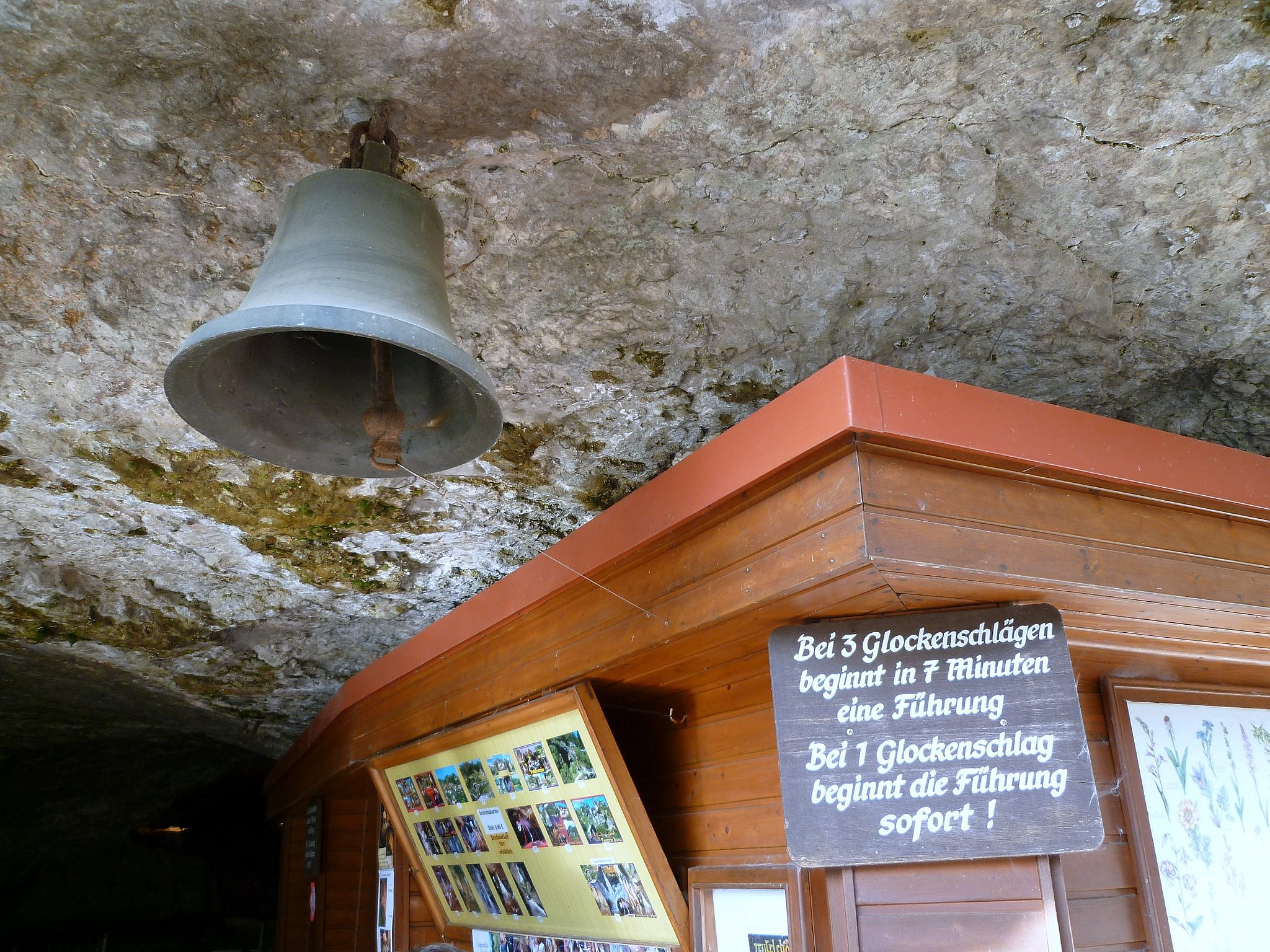
Glocke zur Ankündigung einer Führung

Die Teufelshöhle stellte schon immer eine ausgesprochene Touristenattraktion dar; schon nach der ersten Teilerschließung der Höhle im August 1923 setzte ein Massenbesuch ein. Der Fremdenverkehr hat damit in Pottenstein einen enormen Aufschwung genommen. In den Spitzenjahren kamen über 300.000 Besucher. In den 1980er Jahren war ein Rückgang der Besucherzahlen zu verzeichnen, mit einem Tiefstwert von 216.401 im Jahre 1985. Danach stiegen die Besucherzahlen wieder etwas, um zu Beginn der 1990er Jahre, im Jahre 1991, mit 249.944 Besuchern einen Höchstwert seit Anfang der 1980er Jahre zu erreichen. Anschließend sanken die Besucherzahlen wieder relativ rasch. Ende der 1990er Jahre lagen die Besucherzahlen jährlich im Fünfjahresdurchschnitt (1996 bis 2000) bei 208.000 Besuchern, mit einer Höchstzahl von 217.329 im Jahre 1997. In den letzten Jahren waren die Besucherzahlen nach einem erneuten Rückgang (seit dem Jahre 2001 jährlich unter 200.000 Besucher) verhältnismäßig stabil und haben sich von 2011 bis 2015 auf einen Wert von 142.500 eingependelt.
Mit diesem Wert ist die Teufelshöhle mit der Atta-Höhle (jährlich etwa 150.000 bis 200.000 Besucher) die am häufigsten besuchte deutsche Schauhöhle und liegt deutlich vor der Karls- und Bärenhöhle (jährlich 78.200 Besucher) sowie den beiden Höhlen in Rübeland, der Baumannshöhle (jährlich 93.600 Besucher) und der Hermannshöhle (jährlich 73.600 Besucher). In den vergangenen Jahren haben sich die sechs wichtigsten Schauhöhlen der Fränkischen Schweiz zu dem Verbund der Jurahöhlen zusammengeschlossen und betreiben mittlerweile eine gemeinsame Marketingstrategie, welche sich positiv auf die Besucherzahlen dieses Verbundes auswirkt. Innerhalb dieses Höhlenverbundes liegt die Teufelshöhle deutlich vor der Binghöhle (jährlich etwa 31.700 Besucher) und der Sophienhöhle (jährlich etwa 27.400 Besucher).

## Flora und Fauna

### Fossilien
In der Teufelshöhle, vor allem im Kleinen Teufelsloch, wurden viele Überreste von urzeitlichen Tieren gefunden, die in der Höhle verendeten. Diese Fossilien stammen überwiegend aus der Würmeiszeit vor etwa 30.000 Jahren. Der Erhaltungszustand der in den Höhlenlehm eingebetteten Knochen war manchmal so gut, dass es gar nicht einfach war, diese alten Knochen von jüngeren zu unterscheiden. Die gleichbleibend niedrigen Temperaturen der Höhle erhalten Tierknochen und andere Überreste organischen Materials besonders gut. Es wurden Überreste von Tieren gefunden, die sich noch vor wenigen Jahren oder Jahrzehnten dorthin zurückgezogen hatten. Vor allem sind dies Fledermäuse und andere Insektenfresser, aber auch Kriechtiere, Nagetiere und Lurche. Lebewesen, die heute nicht mehr in dieser Gegend zu finden sind, wurden in etwas tieferen Höhlenlehmschichten gefunden. Dies waren häufig Tierarten, die sich jetzt in den arktischen Regionen aufhalten. Lemminge, Schneehasen, Rentiere und auch der Eisfuchs sind gefunden worden. Gänzlich ausgestorbene Arten, wie die Höhlenhyäne und vor allem die vielen Knochenreste der Höhlenbären, wurden in der Teufelshöhle gefunden. Gefunden wurden aber nicht nur die Überreste der Tiere, die dort verendeten, sondern auch deren Beutetiere: Elch, Wisent, Pfeifhasen, Rentier und Hirsch und viele andere.
Diese Funde geben einen guten Überblick über die Tierwelt der Eiszeit. Die genaue Betrachtung der einzelnen Fundschichten und die Fossilzusammensetzung lassen auf gewisse Klimaschwankungen schließen.
Im Bereich der Teufelshöhle sollen auch Spuren von menschlicher Ansiedlung gefunden worden sein. So wurde Mitte des letzten Jahrhunderts von einer Entdeckung menschlicher Spuren in der sogenannten Lehmhöhle berichtet. Diese Entdeckung sorgte damals für großes Aufsehen. Es handelte sich um eine Keule aus Mammutknochen und um andere geglättete und zugespitzte Knochen. Die Vermutungen erwiesen sich aber nach dem heutigen Kenntnisstand als falsch. Die gefundenen Geräte stellten sich als abgeschliffene Reste von Tierknochen heraus, die ihre Form ohne Zutun des eiszeitlichen Menschen erhielten.

### Höhlenbär

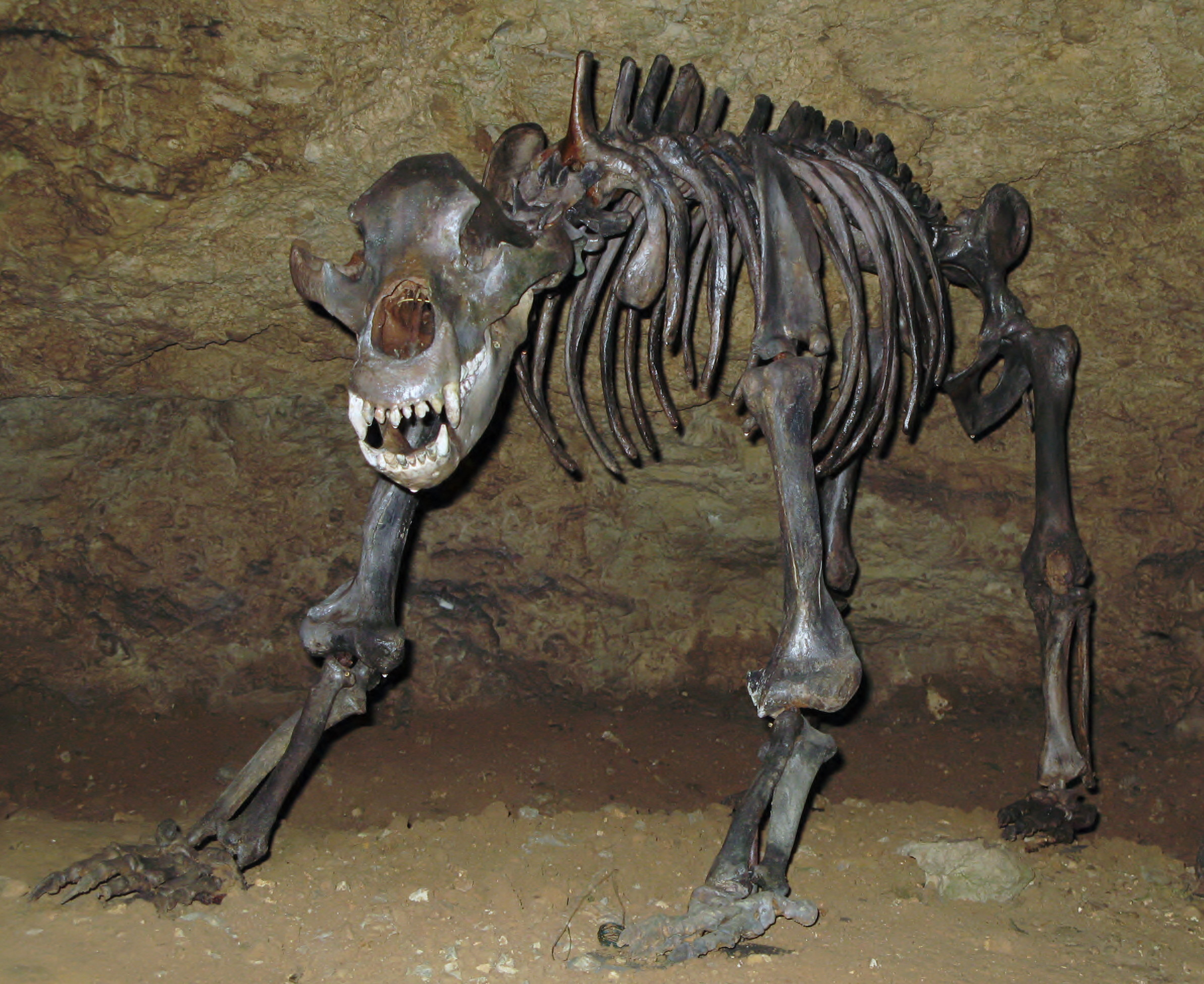
Skelett eines Höhlenbären

In der Teufelshöhle wurden Knochen und Schädel von rund 80 Höhlenbären gefunden, die unterschiedlichen Generationen angehörten. Sie starben in der Höhle eines natürlichen Todes. Man fand allerdings kein vollständig erhaltenes Bärenskelett.
Der Münchner Paläontologe Max Schlosser setzte Ende der 1950er Jahre aus Einzelteilen ein Tierskelett zusammen, das seit 1959 in der Teufelshöhle zu sehen ist. Der Höhlenbär hat vor etwa 30.000 Jahren hier gelebt, war rund drei Meter groß und 400 Kilogramm schwer. Klaus P. Weiss, der ehemalige Geowissenschaftliche Präparator des Fränkische-Schweiz-Museums in Tüchersfeld, hat unter der Leitung von Donat Kamphausen Anfang der 1990er Jahre das Skelett restauriert, diesem einen attraktiveren Platz in der Höhle zugewiesen und die weiteren ausgestellten Knochenreste präpariert. Die Rekonstruktion des Höhlenbärenskeletts besitzt einen hohen musealen Wert.

### Fledermäuse
In der Teufelshöhle leben Fledermäuse, die in der Zeit von Oktober bis März ihren Winterschlaf halten und zu den höchstentwickelten Höhlenbewohnern zählen. Manches aus dem Leben der Fledermäuse liegt noch im Dunkeln. Aus diesem Grund werden in den Wintermonaten das Hangverhalten und die Fledermausaktivitäten durch Radarsensoren vom Höhlenlabor aus beobachtet. Die Teufelshöhle ist Teil des Fledermaus-Zentralkatasters, in dem jährlich in den Wintermonaten flächendeckende Zählungen durchgeführt werden. Die häufigsten Arten in der Teufelshöhle sind die Fransenfledermaus, das Große Mausohr, die Wasserfledermaus und das Braune Langohr. In der Teufelshöhle halten sich die Fledermäuse überwiegend in versteckten Ecken und Nischen auf, in einem Bereich der Höhle, der nicht von den Besuchern begangen wird.

### Lampenflora
In der Teufelshöhle haben sich seit der ersten Inbetriebnahme der elektrischen Beleuchtung im Jahr 1923 ausgeprägte und individuell verschiedene Pflanzengesellschaften im Schein der Lampen entwickelt (siehe auch Lampenflora). Es haben sich verschiedene Algenarten, Moose und sogar Farne angesiedelt, die ohne künstliche Beleuchtung wegen der absoluten Dunkelheit der Höhle keine Überlebenschance hätten. Die Pflanzen sind nicht gleichmäßig verteilt, denn der Zufall spielt auch eine Rolle, welche Sporen in den ausgeleuchteten Bereich gelangen. In größeren Entfernungen von den Lampen siedeln sich lichtgenügsame Organismen wie beispielsweise Algen an. Mit abnehmendem Abstand zum Leuchtmittel, also mit zunehmender Lichtstärke und Wärmeabstrahlung, geht diese Grünzone allmählich in einen Moosgürtel über. Bei manchen Lampen konnte sich aufgrund von Trockenheit keine oder nur eine geringe Lampenflora ausbilden. Der Stoffwechsel der Lampenflora unterscheidet sich deutlich von dem der außerhalb der Höhle wachsenden Pflanzen derselben Art. Es handelt sich meistens um Kümmerformen, die ohne künstliche Beleuchtung in absoluter Dunkelheit nicht überleben könnten. Vor einigen Jahren wurde von der Gruppe Höhle und Karst ein Langzeitversuch gestartet, inwieweit sich die Lampenflora durch eine sich abzeichnende Entwicklung der LED-Technik beeinflussen lässt. Es hat sich herausgestellt, dass sich die Lampenflora durch die fehlende Wärmeentwicklung und das veränderte Lichtspektrum der LED-Leuchten zurückbildet und teilweise verschwindet.